# 鬼滅の刃 (アニメ)
『鬼滅の刃』（きめつのやいば）は、吾峠呼世晴による同名の漫画を原作とするufotable制作の日本のテレビアニメシリーズ。

## 概要
原作コミックスの第1巻から第7巻冒頭までの物語を映像化したテレビアニメ『「鬼滅の刃」竈門炭治郎 立志編』が、2019年4月から9月までTOKYO MXほかにて放送された。全26話。また、放送に先駆けて、2019年3月29日より第一話から第五話までで構成された、特別上映版『「鬼滅の刃」兄妹の絆』が全国11の劇場で2週間限定公開された。
『竈門炭治郎 立志編』の続編となる劇場アニメ『劇場版「鬼滅の刃」無限列車編』が2020年10月16日に公開され、興行収入で日本1位の404.3億円を記録した。
劇場アニメをテレビシリーズとして再構成した『「鬼滅の刃」無限列車編』が2021年10月から11月までフジテレビ系列ほかにて放送された。全7話。
『無限列車編』の続編となる『「鬼滅の刃」遊郭編』が2021年12月から2022年2月まで同系列ほかにて放送された。全11話。
『遊郭編』の放送終了後、続編となる『「鬼滅の刃」刀鍛冶の里編』の制作が発表された。2023年4月より6月まで同系列ほかにて放送された。それに先駆け、『遊郭編』第十話および第十一話、ならびに『刀鍛冶の里編』第一話を世界80ヶ国以上の国・地域の映画館で上映するワールドツアー『「鬼滅の刃」上弦集結、そして刀鍛冶の里へ』が2023年2月3日より開催された。
『刀鍛冶の里編』の放送終了後、続編となる『「鬼滅の刃」柱稽古編』の制作が発表され、2024年5月から6月まで放送された。さらに2024年2月2日からは『刀鍛冶の里編』の第十一話、および『柱稽古編』の第一話がワールドツアー『「鬼滅の刃」絆の奇跡、そして柱稽古へ』として劇場公開された。
『柱稽古編』の放送終了後、続編となる劇場アニメ『劇場版「鬼滅の刃」無限城編』が三部作で制作されることが発表された。第一章は2025年7月18日に日本公開。公開に先立ち、2025年4月4日より過去のアニメ版の総集編の劇場上映および『劇場版「鬼滅の刃」無限列車編』のリバイバル上映企画「『鬼滅シアター -「鬼滅の刃」特別編集版 劇場上映-』」が開催。

## 製作
|                                          | 竈門炭治郎 立志編                | 無限列車編                       | 遊郭編                           | 刀鍛冶の里編                     | 柱稽古編                         |
| ---------------------------------------- | -------------------------------- | -------------------------------- | -------------------------------- | -------------------------------- | -------------------------------- |
| 原作                                     | 吾峠呼世晴                       | 吾峠呼世晴                       | 吾峠呼世晴                       | 吾峠呼世晴                       | 吾峠呼世晴                       |
| 監督                                     | 外崎春雄                         | 外崎春雄                         | 外崎春雄                         | 外崎春雄                         | 外崎春雄                         |
| キャラクターデザイン 総作画監督          | 松島晃                           | 松島晃                           | 松島晃                           | 松島晃                           | 松島晃                           |
| サブキャラクター デザイン                | 佐藤美幸、梶山庸子、菊池美花     | 佐藤美幸、梶山庸子、菊池美花     | 佐藤美幸、梶山庸子、菊池美花     | 佐藤美幸、梶山庸子、菊池美花     | 佐藤美幸、梶山庸子、菊池美花     |
| プロップデザイン                         | 小山将治                         | 小山将治                         | 小山将治                         | 小山将治                         | 小山将治                         |
| 美術設定                                 | 木村雅広                         | 木村雅広                         | N/A                              | N/A                              | N/A                              |
| コンセプトアート                         |                                  |                                  | N/A                              | N/A                              | N/A                              |
| 衛藤功二、矢中勝、樺澤侑里               |                                  |                                  | N/A                              | N/A                              | N/A                              |
| 竹内香純                                 | N/A                              | N/A                              | N/A                              | N/A                              |                                  |
| 美術監修                                 | N/A                              | N/A                              | N/A                              | N/A                              | 衛藤功二                         |
| 撮影監督                                 | 寺尾優一                         | 寺尾優一                         | 寺尾優一                         | 寺尾優一                         | 寺尾優一                         |
| 3D監督                                   | 西脇一樹                         | 西脇一樹                         | 西脇一樹                         | 西脇一樹                         | 西脇一樹                         |
| 色彩設計                                 | 大前祐子                         | 大前祐子                         | 大前祐子                         | 大前祐子                         | 大前祐子                         |
| 編集                                     | 神野学                           | 神野学                           | 神野学                           | 神野学                           | 神野学                           |
| 音楽                                     | 梶浦由記、椎名豪                 | 梶浦由記、椎名豪                 | 梶浦由記、椎名豪                 | 梶浦由記、椎名豪                 | 梶浦由記、椎名豪                 |
| 音楽製作                                 | アニプレックス                   | アニプレックス                   | アニプレックス                   | アニプレックス                   | アニプレックス                   |
| プロデューサー                           | 三宅将典、高橋祐馬、藤尾明史     | 三宅将典、高橋祐馬、藤尾明史     | 三宅将典、高橋祐馬、藤尾明史     | 三宅将典、高橋祐馬、藤尾明史     | 三宅将典、高橋祐馬、藤尾明史     |
| プロデューサー                           | 近藤光                           | N/A                              | 高野貴志                         | 村上真麻                         | 村上真麻                         |
| 制作プロデューサー                       | 近藤光                           | 近藤光                           | 近藤光                           | 近藤光                           | 近藤光                           |
| シリーズ構成 脚本制作 アニメーション制作 | ufotable                         | ufotable                         | ufotable                         | ufotable                         | ufotable                         |
| 製作                                     | アニプレックス、集英社、ufotable | アニプレックス、集英社、ufotable | アニプレックス、集英社、ufotable | アニプレックス、集英社、ufotable | アニプレックス、集英社、ufotable |

### キャッチコピー
竈門炭治郎 立志編
- 絶望を断つ 刃となれーー

無限列車編
- その刃で、悪夢を断ち斬れ
- 心を燃やせ

遊郭編
- 混ざりし悪の存意ーー
- 鬼棲む夜を、斬り裂き進め

刀鍛冶の里編
- 迫る悪鬼に、刃を振るえ

柱稽古編
- 想いを継ぎ、受け継ぐ者ーー

無限城編
- 必ず倒す 鬼舞辻無惨
- 決戦の火蓋を切るーー
- 宴の時間だ（第一章）
- 強者の立つ場所へ（第一章）

### 竈門炭治郎 立志編

#### 企画・プロモーション（立志編）
アニメ化の企画は原作漫画の連載開始から間もなく提案された。提案したのはアニプレックス所属で本作のプロデューサーでもあるアニプレックス企画制作部プロデューサーの高橋祐馬。当時はまだ宣伝プロデューサーであった高橋は、本作のジャンプ作品らしい友情・努力・勝利という不変のテーマと、単なる勧善懲悪ではない人間ドラマに魅力を感じ、集英社に企画書を提出。2017年4月、高橋はufotable制作作品『劇場版 Fate/stay night ［Heaven's Feel］』をきっかけにプロデューサーに転身。同時期に『鬼滅の刃』のプロデューサーにも就任し、本格的に企画を動かしていく。
アニメーション制作スタジオにはufotableが選ばれた。高橋とufotableは十数年来の関係であり、高橋がまだ20代の新人宣伝担当であった2007年、ufotableとアニプレックスが初めてタッグを組み制作した劇場アニメ『空の境界』シリーズにて高橋は初めて劇場アニメの宣伝を担当。以降、ufotableが制作するアニプレックス作品の全てに高橋は宣伝プロデューサーとして十数年間関わってきた。高橋個人としてもufotableの社員たちと共同でアニメイベントをいくつも開催したり、高橋執筆、ufotableイラストによる同人小説を共同制作するなど、高橋とufotableは企業を超えて深い関係にあった。業界歴の多くをufotableと共にしてきた高橋は、ufotableが現在のアニメ制作で主流である「省略する絵作り」を行わない姿勢や映像面の全工程を社内で制作する特殊な制作体制、作品ごとに新しいチームを作るのが主流なアニメ業界で徹底して同じ制作陣で作品を作る彼らのスタイルや所属するスタッフたちを熟知しており、過去の十数年間を共にしてきて、夜のシーンや戦闘描写を得意とするufotableが制作する「鬼滅の刃」を『一人のファン』として見てみたかった高橋は、ufotableに鬼滅の刃の制作を依頼した。高橋はプロデューサーとして制作に口を挟まず、ufotableに制作のすべてを任せた。かわりに、自身は企画・宣伝面で現場をサポートした。
高橋はプロデューサーとして作品の方向性を決める仕事など映像作品の製作作業に関してはufotableにすべて任せていた一方で、宣伝プロデューサー時代にアニプレックスの話題作を多く担当してきた経験をもとに、宣伝面に特に力を入れた。高橋は放送時間帯に深夜枠の23時30分を選んだ。これは、流血描写の多い本作の大事な要素に向き合った結果、ufotableが得意とするハードな描写もしっかりと描き切るために正しい場所として選択された。高橋は視聴率にこだわりはなかったが、できうる限り多くの視聴者に作品を見てもらえる環境を作るため数か月間、放送局・配信各社と調整を繰り返し、通常の深夜アニメでは5局ほどが選択されるところを本作では20局と提携を結んだ。加えて、動画配信サービスに関しても契約できる限り声をかけ、約20社と契約した。放送前に第1期「竈門炭治郎 立志編」の第1話から第5話で構成される特別版を劇場公開し、アニメへの評価に厳しい原作ファンに対し、制作陣が作品に真摯に向き合い、面白いものをつくろうとしていることを伝える環境を設定した。放送前に劇場で放映し、SNSなどで情報が拡散することで話題性を高めた状態で、テレビアニメが並行してスタートを切れるようにプロモーション戦略を行った。さらに、ufotableからの提案で第1話ではコマーシャルを途中で挟まない方針となり、数か月をかけて放送局各社と調整を繰り返したり、放送中も視聴者が途中で視聴をやめる状況を作らないようにキャストやスタッフが出演してトークを繰り広げる「鬼滅ラヂヲ」や、AbemaTVと連動した「鬼滅テレビ」などを企画するなど、常に新しい話題を提供し、視聴者が作品に接する場を積極的に設けるプロモーション戦略を行った。
出資は企画・販売のアニプレックス、原作を出版する集英社、アニメーション制作のufotableの3社のみであり、テレビ局などの出資に頼らない形式となっている。通常10社近い企業からの出資が当たり前であり、尚且つアニメスタジオが出資することが少ない日本のアニメーション作品でも珍しい形態であるが、アニプレックスとufotableは共に組んできた十数年間の作品すべてで同様の出資形式を採用している。これは、出資企業が多くなることによりアニメーション制作に制約が出てしまうことを避けるため。そのため、アニプレックスとufotableが初めてタッグを組んだ『劇場版 空の境界』より、両社以外の製作委員会への参加企業に関しては原作を出版・発売している企業のみにするという最小の出資企業数に留めている。

#### スタッフ・コンセプト（立志編）
監督をufotable所属の演出家である外崎春雄、キャラクターデザイン・総作画監督を同じくufotable所属のアニメーターである松島晃が担当。ufotableで『テイルズ オブ』シリーズのアニメーションパートを担当するコンビが務める。そのほか、音楽を梶浦由記、椎名豪が務めるなどufotable作品に参加してきたスタッフが集結している。
本作は監督などのメインスタッフのほか、脚本・演出・作画・色彩・背景美術・撮影・CGのすべてをufotable社内スタッフが中心となり制作。これまでのufotable作品と同様に、一般的なTVアニメにみられるグロス請け（他社に1話分の制作をすべて委託する工程）を行わず、社内中心の制作体制となっている。制作では、アクションシーンの日本刀の所作などにufotableが制作した『活撃 刀剣乱舞』の経験が生かされているほか、日常シーンは『衛宮さんちの今日のごはん』、背景美術やCGは『Fate』シリーズなど、過去作品のノウハウを最大限に活用している。また、過去のufotable作品と同様に作中の挿入歌の作詞もufotableにて担当している。
今作では背景美術の元になるコンセプトアートをufotable美術部に所属する4名の美術スタッフが担当。複数人体制とした理由は、スタッフそれぞれの持ち味を生かすことで多彩な方向性の背景美術をデザインすることが狙いでおり、コンセプトアートを担当した3名が作中にて各話単位で美術監督を担当している。話数ごとに美術監督を変更している意図は、舞台が変化していく本作において作品全体でひとりの美術監督を立てずにコンセプトアートのように複数人の美術監督を立てるほうが、それぞれの得意分野を生かせるということからである。
外崎はシリアスだけではなく、コメディな部分も含めて原作の雰囲気を再現することをコンセプトにして制作を開始した。集英社からは企画時に「漫画の画を意識せず、アニメとして作りやすいように勧めてほしい」という話があったが、外崎は印象的なコマはなるべくアニメーションで再現したいと考えていた。また、「炭治郎の成長を描く」ことを作品のコンセプトとして制作された。

#### キャラクターデザイン（立志編）
キャラクターデザインは、原作の強弱のある線を色濃く出すために原作のビジュアルをすべて比較しながら、読者のイメージするデザインを外崎とキャラクターデザイン・総作画監督の松島で組み立てていった。外崎から「全体的に締まって見えるような画にするために黒を強調したい」と要望された松島は、キャラクターの顎に黒色の影を入れ輪郭線も太くし、線の中に黒を濃く塗る部分を作り、線の強弱を出すことで原作の雰囲気をアニメーション向けに再現している。炭治郎に関しては「幼さを残しつつも成長の可能性を感じるデザイン」を目指して、アニメ用に頭身や髪形のバランスが調整された。炭治郎の手には汚れや痣のような跡を細かくつけている設定は「炭治郎の苦労の跡」を再現するため。
サブキャラクターデザインの佐藤、梶山、菊池の3名は、外崎と松島がかつて活動していたスタジオエル出身であり、現在はufotableに所属しながら外崎、松島とともに「テイルズ オブ シリーズ」を手掛けてきたアニメーターのたちである。本作でもその流れで起用された。担当は、佐藤が鬼のデザイン、梶山が小物や食べ物などのデザインのほか、動物、三郎爺さん、隠の後藤などの一部サブキャラクターのデザイン、菊池が炭治郎の家族や村田、浅草の人々などのサブキャラクターを中心に担当した。
原作者の吾峠もアニメオリジナルキャラクター原案を手掛けており、第1話に登場する炭治郎の祖母などアニメオリジナルキャラクターのデザイン原案を担当している。吾峠はキャラクターデザインの監修も行っており、「手首や足首を細く描いてほしい」「炭治郎の痣は炎のイメージで描いてほしい」とリクエストしている。

#### 作画・色彩（立志編）
作画では、均等な太さではない漫画のような「トメ・ハライ」のある線をアニメーションで表現するために当初は松島が総作画監督として全体に手を入れて管理・統制していた。その後、制作が進むにつれてufotableの作画監督陣もコツをつかんだことでスタッフ全体で線の強弱を調節するようになった。
コメディ描写に関しては、原作ではギャグのたびに顔の表情が変わるため、設定は敢えて作らずに原作の画を参考にしている。コミカルな描写では「漫符」などの原作で使われた表現を積極的に使用する方針がとられている。
着物の文様は当初、アニメ作品では主流となっているテクスチャを貼る手法で制作する予定であったが、最終的には全てを作画スタッフによる手描きの作画で表現している。文様はひとつひとつに番号を振ったり効率的な線の引き方を研究し、ufotable作画監督陣により一番効率的に描ける方法を記した研究マニュアルが作成されている。
剣戟アクションに関しては、ufotableのアクションアニメーターが剣戟アクションに長けていることもあり、アクションシーンについて松島は表情やプロポーション、ポージングに修正を加える程度で、基本的には担当原画マンにすべて任せている。剣戟アクションについてはリアル調ではなく、少年漫画的なハッタリの効いたアクションを目指している。アクションシーンの多くは、ufotableのアクションアニメーターが担当しており、國弘昌之、阿部望、小船井充、木村豪など、同社所属アニメーターを中心にアクションが作られている。水の呼吸は原作の葛飾北斎の浮世絵のような描写をアニメーションで再現するために外崎や3D監督の西脇が試行錯誤を重ねた結果、水のうねりを作画で、白波をCGで動かすことになった。作中では、これまでのufotable作品と同様に作画とCGを組み合わせたハイブリッドな映像表現を行っており、顔は作画、身体はCGで制作された兄蜘蛛や鋼鐵塚の風鈴、作中に登場する烏の一部など、多くのカットで作画とCGが組み合わさるカットが採用された。
AパートとBパートの隙間に流れるアイキャッチはキャラクターデザイン・総作画監督の松島がすべて描き下ろしている。アイキャッチは外崎の「この原作の画をアイキャッチにしたい」というセレクトを受けて松島が筆ペンで描いている。
色彩設計では、原作通りのカラーにしたいという外崎の要望により、原作のカラーページをベースにアニメーション向けに色彩の調整が行われた。色設定のない原作の登場人物については、まず色彩設計の大前がイメージで色を制作した後に主要スタッフ陣や原作の吾峠、集英社と一緒に調整しながら色彩が決められている。炭治郎の能力である匂いの色は視聴者にも状況がわかりやすいように危険がないときは青色、鬼を感知した時など危険があるときには赤色に設定されている。
第1話は作品の方向性を決めていくための話数となっており、完成後に何度も細かい調整を重ねた結果、他の話数の制作が進んだ後も作業が続き、最終的な完成までに約1年間を要している。

#### 撮影・美術・文字・3DCG（立志編）
水の呼吸や雷の呼吸、ヒノカミ神楽などの呼吸の表現では撮影処理にて効果線に修整・加工を入れて墨で描いた表現に見えるよう処理している。一部の血鬼術に使用される演出効果もCGで制作した素材を撮影処理で修整して作画になじませる手法がとられた。水の呼吸の撮影処理は登場する度にその話数の演出に合わせた表現方法となっており、過去に制作した演出効果を流用せずにカット毎に合わせて独自に作成したものとなっている。
美術では、ufotable作品の背景美術はこれまで写真のような写実的・現実的な美術を描いていたが、本作の背景美術では外崎より「キャラクターと同様に主線を出していきたい」という希望をもとに、原作の持ち味が活きるように登場人物の輪郭線の太さに合わせて美術にも筆のような太い輪郭を入れることで、写実的な背景を採用しつつも手描きの雰囲気を強調した骨太な背景美術を描いている。ufotable作品では空や雲をCGで描くことが多いが、今回は日本らしい和の風景を描くために基本的に手描きで描かれており、夜空の色彩はこれまでのufotable作品で主流だったブルーやシアン系の色彩から、大正時代をイメージして霞んだグレーを基調にしている。コメディシーンでは近年のufotable作品ではあまり使用されてこなかった流線背景（イメージ背景）を使用している。
美術に関しては、今作でもこれまでのufotable作品と同様に、ufotable美術部とufotableデジタル映像部（撮影・CG）が連携して手描き背景とCGが組み合わされた背景美術を制作している。鼓屋敷や無限城などの動きのある背景美術は美術部とデジタル映像部が共同作業で制作しており、どのような角度から演算処理をしても違和感のないように注意して制作されている。また、第1話では視聴者に大きな印象を残すためにufotableらしい写実的な背景にしたいと外崎が希望し、実際に雪山でロケハンを実施。そこで得た資料写真や芝居映像をもとに美術とCGで雪山を描いている。
登場人物などの紹介に使用されている書体は昭和書体の書家の綱紀栄泉（本名：坂口綱紀）によるもの。
3DCGでは外崎の原作の筆遣いや表現を生かしたCGにしたいという要望から、写実的なCGを多用していたこれまでのufotableらしい画面は残しながらも、作画のアニメーションに寄せたアニメ調なCG作りが行われ、水の呼吸の白波をアニメ調のCGで制作したことで本作の3DCGにおける方向性が決められた。本作ではufotable作品としては珍しく、主要な登場人物のCGモデルも制作されており作中で使用された。これにより、作品全体の質と作業コストの均衡をとりつつ、これまでのデジタル映像部の技術を生かしたアニメーションづくりが実現した。
水の呼吸は作品の準備段階に当たるプリプロダクションの序盤に3D監督の西脇が3ds Maxを使用してビジュアライズの試作を作成。そこからモックオブジェクトとなるプレビュー映像を更新しながら、どこまでを作画で表現するかなどが話し合われた。また、テレビアニメ第１期『竈門炭治郎 立志編』で使用されるCGカットはその多くが3ds Maxと多数のプラグインにより作成された。最終話に登場する無限城は、「方向感覚を失うような特殊な舞台」を活かした映像表現を実現させるため、背景美術を3ds Maxで制作。このパートの一連のコンテ・演出等の映像演出を寺尾優一が率いるufotableデジタル映像部が制作した。無限城のCGモデルはデジタル映像部所属で無限列車のCGモデルも担当したデジタル映像部の岩田宗一郎が担当。このCGモデルが使用された下弦の鬼の粛清パートは、シーンの一連のカメラワーク設計をデジタル映像部の佐藤号宙が担当。原画はufotableアクションアニメーターの木村豪が担当した。

#### 構成・演出（立志編）
シリーズ構成・脚本制作はこれまでのufotable作品と同様にスタジオ名義での制作となり、社内の所属スタッフ陣が共同で制作している。なお、各話数の脚本担当者名義が全てスタジオ名義のみでクレジットされたのはufotable作品でも本作が初めてである。
本作は連続2クール全26話による作品となる。2クール作品となった理由は登場人物の心情や成長を丁寧に描くために必要だと判断されたため。ufotableにとっては初の連続2クール作品となる。ufotableは過去に分割2クール作品を手掛けた経験はあるが連続2クール作品は初となるため、2019年放送に向けて、2018年に関してはテレビシリーズ作品を発表することなく本作に注力していた。そのため、放送開始より半年前の2018年10月時点で数話分の映像が既に完成していた。アフレコでは3話までを完成映像で行い、4話以降は声優の演技を重視して、演技に合わせて絵を調整するために絵コンテによるアフレコを行っている。アフレコが行われた後、演技が良かった場合には、その演技に合わせて作画を完全に描き変えることもあった。
演出では原作よりも大正時代の描写が強化されている。監督の外崎は、スタッフ陣と大正時代のイメージをどこまでアニメーションとして描くかを話し合い、鬼の登場するファンタジー作品でありながらもフィクション作品としての嘘をつきすぎない映像設計を心掛けているという。
次回予告には単行本にのみ掲載される本作の裏設定が描かれた「大正コソコソ噂話」を映像化している。次回予告で公開される裏設定は本予告のために原作者の吾峠が開示した裏設定である。14話、17話の予告では、こちらも単行本にのみ掲載されている「キメツ学園物語」が映像化された。これらの次回予告はufotable漫画班チーフで『劇場版 Fate/stay night Heaven's Feel』シリーズの脚本を担当した桧山彬が作成しており、アニメのデザインでありながら原作漫画の仕上げに近いタッチの絵になるように絵柄がアニメから若干修正されている。
オープニング映像は外崎がキャラクターデザインの松島をはじめとしたufotableのスタッフ陣と協議をしたうえで「炭治郎の成長」を描くことになり、炭治郎の最初期から修行、最終選別、鬼殺隊入隊以降の展開を追いつつキャラクター紹介をする形となる。また、水の呼吸のエフェクトを出し惜しみなく見せていくような演出となっている。
第19話「ヒノカミ」はテレビシリーズで炭治郎の最後のバトルシーンとなるため、今まで応援してくれた視聴者が最大のカタルシスを得られる展開になるようにシナリオ構成の初期段階から注力された。また、第19話の絵コンテ・演出を務めたufotableの演出家の白井俊行よりヒノカミ神楽、爆血、累の血の糸で、それぞれの色に差異をつけたいと要望され、撮影監督の寺尾や色彩設計の大前により、ヒノカミ神楽は「太陽」、爆血は「紫」など同じ赤の中にも個性をつけるように制作された。竈門炭治郎の父、炭十郎が舞う「ヒノカミ神楽」の振付・舞踊協力は振付師のNAOKIが担当。炭十郎の神楽舞はロトスコープが用いられており、実際に衣装を制作したうえで振付師のNAOKIが躍った映像をベースに、複雑な衣装の動きも含めて映像をトレースして全て作画で制作されている。

#### キャスティング（立志編）
キャスティングに関しては主要キャストである炭治郎・善逸・禰󠄀豆子・伊之助の4人に関してはオーディションを実施。それ以外のキャストは一部オーディションを実施しつつも、そのほとんどを制作側の指名制で決定した。鬼を中心に作中の声優には、業界内でも人気や実力のある声優陣がキャスティングされた。これは炭治郎が命がけで大きな鬼に立ち向かって行く姿を、声でも表現するためである。アニプレックスプロデューサーの高橋は「主人公が死ぬかもしれない」と本当に思わせる世界観であると説得力が出るように、スタッフ内で議論を交わしたうえで、ベテラン声優をキャスティングしたとのこと。

#### 音楽・主題歌（立志編）
音楽は梶浦由記と椎名豪が担当しており、これまでのufotable作品と同様に、毎話数ごとに映像に合わせて音楽を作るフィルムスコアリングの手法を取り入れている。
梶浦はメインテーマとなる「the Main theme of “Kimetsu no Yaiba”」とフィルムスコアリングで制作された「brace up and run!」「survive and get the blade,boy」、汎用的な戦闘曲の「to destroy the evil」、歌のみの音楽である「voices from the past」の5曲の劇伴、エンディング主題歌「from the edge」の作詞・作曲・編曲・プロデュースを担当。梶浦が担当するシーンのイメージは「土の匂い」。梶浦の担当シーンは物語序盤の悲劇的な展開がほとんどであり、そのシーンに合わせて少し低く、悲しげに聞こえる民謡的なフレーズを取り入れている。また、梶浦パートではソロヴォーカルのいくつかを音楽ユニットSee-Sawで一緒に活動していた石川智晶が務めている。
椎名の担当パートは梶浦が担当した5曲以外のすべてであり、全曲でフィルムスコアリングを採用している。収録は2週間に1回のペースで行われ、2、3話分を2日間かけてレコーディングしている。レコーディングは全体で約13回、別途で行われた各楽器のレコーディングも合わせると50回近いレコーディングが行われている。制作された楽曲数は全部で670曲以上、その中で完全新規で制作された楽曲は約300曲となる。フィルムスコアリングではアニメスタッフ側が提示したラフ映像と指示をもとに映像のテンポと声優の演技に合わせて音楽を制作している。制作の際には、シンセサイザーにて楽曲のデモ音源を作り、スタッフ陣でチェックをした後に生楽器でレコーディングが行われる。椎名は編集にも参加し、編集スタジオで楽曲を調整することもある。
主題歌はオープニング（OP）・エンディング（ED）共にLiSAが担当しており、全2クールを通して同一の楽曲が採用されている。これは、アニメスタッフ側から「一人のアーティストがOPとEDの両方を歌うことで映像作品としての完成度や統一感を高めたい」と希望があったため。
OP「紅蓮華」は、作詞をLiSA、作曲を草野華余子、編曲を江口亮が務めている。紅蓮華とは水面に咲く赤い蓮の華で、寒さでめくれた皮膚に咲く紅蓮地獄のこと。歌詞には大切な守るべきもののために立ち向かう炭治郎への想いが込められており、TVサイズとフルサイズで歌詞の一部が異なる。これはLiSAが、初期の炭治郎の物語にフルサイズの歌詞を取り入れるのは残酷だと感じたため。フルサイズは、物語が進んだ後の炭治郎の歌となっている。一方、ED「from the edge」は、作中劇伴を務める梶浦由記が楽曲提供をしており、アーティスト名義も梶浦がプロデュースする音楽プロジェクト「FictionJunction」となっている。EDは、主人公たちが見えない道の先を進み続ける楽曲となっている。
第19話「ヒノカミ」には挿入歌として椎名豪 featuring 中川奈美による「竈門炭治郎のうた」が採用されている。作詞はufotable、作曲・編曲は椎名豪が手掛けている。楽曲制作は制作の序盤から19話で盛り上がる場面を作ることが決まっていたため、早い段階で絵コンテが制作され椎名に渡され、歌詞もすでにufotableから提示されていたため、詞先の楽曲制作となった。

### 無限列車編
テレビアニメ『「鬼滅の刃」 無限列車編』は、劇場アニメ『劇場版「鬼滅の刃」無限列車編』をテレビシリーズ用に全7話で再編集した作品。第1話では煉獄杏寿郎が無限列車へと向かう道中の任務を描いたアニメオリジナルエピソードを描く。第2話から第7話では劇場アニメ本編を分割し、約70カットの新規映像および予告編、新規オープニング・エンディング映像・主題歌、BGMなどを追加している。
オリジナルエピソードの第1話「炎柱・煉󠄁獄杏寿郎」には、ufotableがアニメーション制作を担当した『衛宮さんちの今日のごはん』より、只野まことが食文化監修として参加している。また、調理シーンの原画をufotable所属の演出家・宇田明彦、戦闘シーンの原画を同作のプロップデザインを担当するufotable所属の小山将治が担当した。
新たに制作されたオープニングアニメーションは、映画の猗窩座と煉獄が向かい合ったキービジュアルの再現をコンセプトに盛り込んでおり、終盤の該当カットはufotable所属の阿部望が原画を担当。4秒10コマに人物の動きと細かなエフェクトの粒子を別々の用紙で描いたうえで何枚も重ね合わせており、動画にすると323枚が使用されている。また、カット制作の際には阿部がスタジオ内のデジタル映像部に頻繁に顔を出し、連携して細かく映像を調整している。エンディングアニメーションは絵コンテ・演出・作画監督をufotable所属で『Fate/stay night [Heaven's Feel]』シリーズ監督・キャラクターデザイン・総作画監督を担当した須藤友徳が担当している。

### 遊郭編

#### 制作・作画（遊郭編）
制作では過去作と同様に脚本から撮影までufotable社内で一貫して行う体制で制作が進められた。画面構成においては、ダイナミックな動きの構成は作画部、エフェクトなどの画面作りはデジタル映像部が担っており、各セクションで連携して画面作りを行った。
作画ではレイアウトやラフ原画を担当する第一原画の多くを社内で回し、清書を担当する第二原画も重要なカットは所属スタッフで担当することで品質を維持できる体制を構築した。総作画監督は本作でもキャラクターデザインであるufotable所属の松島晃が単独で担当。作画監督に関しては全11話でufotableの34名のアニメーターが担当した。これまでのシリーズを経験してきた作画監督陣が続投している関係もあり、全カットをチェックする松島は「修正を入れ無くても大丈夫なカットが今までで一番多かった」とインタビューで話している。また、松島と作画監督陣の負担軽減を目的に監督であるufotable所属の外崎春雄も、演出チェックの際に自身で作画監督視点の修正を入れることで作画監督陣のサポートに入った。
ufotableでは社内中心で制作を行う関係上、脚本や絵コンテの段階で担当アニメーターを想定したアテ描きが行われており、各スタッフにあったカットを振り分けることで映像をコントロールして品質を高めている。第6話ではufotable所属のアクションアニメーターである國弘昌之やufotable徳島スタジオの茂木貴之、ufotable所属のエフェクトアニメーターである阿部望の3名が炭治郎と堕姫のアクションを担当。第8話ではufotableデジタル映像部所属で本作の3D監督である西脇一樹が絵コンテと収録済み音声を元に3Dで事前にアクションを全て設計。それを元に、Bパートの宇随と妓夫太郎の屋内での戦闘をufotable所属のアクションアニメーターである小船井充が担当。その他、「音の呼吸伍ノ型」を同話数の絵コンテ・演出を担当したフリーランスの高橋賢、善逸と伊之助の戦闘シーンをフリーランスの武智敏光とufotable所属の大曲健克、屋外での炭治郎や宇随の戦闘を國弘が担当し、各カットの第二原画をufotable社内の若手アニメーターが担当してサポートすることで品質を維持した。第10話は『竈門炭治郎 立志編』第19話「ヒノカミ」の絵コンテ・演出も担当したufotable所属演出家の白井俊行が絵コンテ・演出を担当。國弘や阿部などのアニメーターがアクションを担当している。
第2話で善逸が披露した三味線のシーンは小山流三代目の小山豊が担当。演奏内容は小山と椎名豪、ufotableスタッフの協議により、リアルな演奏よりも「吉原遊郭も津軽も経験していない、善逸が独自のスタイルによる演奏」を重視して演奏されている。該当シーンの作画に関してはufotable所属で本作の日輪刀デザインも担当する小山将治が原画を担当。小山は演奏の現場にも立ち会い、そのうえで善逸のダイナミックな演奏を再現するために映像を元に上からなぞることでアニメーションを作るロトスコープはあえて採用しない方向で原画が作られた。

#### 美術・撮影・3DCG（遊郭編）
美術に関しては『竈門炭治郎 立志編』までのような複数の舞台がある物語ではないため、美術監督をufotable美術部の衛藤功二が単独で担当することになる。美術では遊郭に関して「店舗ごとに色や柄の差別化を図る」方向で美術設定や色の方向性が作られた。京極屋は桜、ときと屋は赤の映えるバラ、荻本屋は椿など、基本的には原作に沿った方向で調整されている。これらの設定は外崎監督のほか、第1話から第3話までの絵コンテや美術設定を担当したufotable所属演出家の栖原隆史が中心となり提案しており、その数から一部使用されなかったデザインもある。それらのデザインはufotableデジタル映像部チーフで本作の撮影監督である寺尾優一が作成した第1話エンディングで見ることができる。
ufotableデジタル映像部では撮影処理と3Dを駆使してアクション設計やエフェクトを中心に全体の画面作りを担当した。本作の舞台である遊郭はアクション設計の観点からufotableデジタル映像部の手で街全体の3Dモデルが作成されているが、第3話で伊之助が駆けまわる荻本屋に関しては内部構造も含めて全て3Dモデルで再現したうえで演出が構築された。

### 刀鍛冶の里編・柱稽古編
刀鍛冶の里編、柱稽古編は過去の章と同様にufotableの社内スタッフを中心とする制作体制が継続して構築され、主要スタッフを含めた制作チームは全て続投。木村豪、國弘昌之、阿部望、中村誠などの所属スタッフが主要カットを担当しているが、無限列車編、遊郭編にも参加した田中宏紀や三輪和宏など、フリーランスのスタッフも引き続き参加している。また、刀鍛冶の里編、柱稽古編では放送の2か月前に第1話を先行上映する試みが行われた。
鬼滅の刃のアニメプロジェクトは第1期『竈門炭治郎 立志編』の頃より放送に大きく先行して制作されてきたが、刀鍛冶の里編、柱稽古編でも同様の試みが継続しており、柱稽古編第1話に関しては本章より2つ前の章である遊郭編が放送中の2022年初旬時点で制作は開始されていた。

#### 制作日程（刀鍛冶の里編・柱稽古編）
- 2022年
  - 2月13日、遊郭編 最終話「何度生まれ変わっても」放送
  - 4月16日、柱稽古編 第1話「鬼舞辻󠄀無惨を倒すために」絵コンテ第1稿完成。刀鍛冶の里編 第1弾PV公開。
  - 6月2日、柱稽古編 第1話 アフレコ収録
  - 9月17日、柱稽古編 第1話 絵コンテ完成稿校了
  - 10月18日、柱稽古編 第1話 作画作業開始
- 2023年
  - 2月3日、刀鍛冶の里編 第1話先行上映「上弦集結、そして刀鍛冶の里へ」公開
  - 3月1日、刀鍛冶の里編 第2弾PV公開
  - 4月9日、刀鍛冶の里編 第1話「誰かの夢」放送
  - 6月18日、刀鍛冶の里編 最終話「繋いだ絆　彼は誰時　朝ぼらけ」放送。続編TVアニメ「柱稽古編」制作決定を発表。
  - 12月10日、プロモーションリール2024公開。柱稽古編放送時期公表。
- 2024年
  - 2月2日、柱稽古編 第1話先行上映「絆の奇跡、そして柱稽古へ」公開
  - 3月9日、柱稽古編 第1弾PV公開
  - 5月12日、柱稽古編 第1話「鬼舞辻󠄀無惨を倒すために」放送

## 反響・評価

### 演出などについて
映画ライターの井中カエルは、本作はufotable作品特有の映像美が発揮されており、第1話の美しい雪が降る映像は平穏に暮らす竈門一家の安らぎが伝わり映えるものになっている一方で、鬼に襲われる家族の鮮血や雪との対比で平穏が崩れたことを伝えながらも残酷な美しさを表現していると評している。これは、同社が制作した『Fate/stay night [Heaven's Feel]』にも通ずる単に残虐描写を気持ち悪く怒りを煽るようにするのではなく、どこか美しさやもの悲しさを感じさせることで家族愛を引き立たせているとしている。炭治郎の太刀筋に水の表現が用いられており、CG技術の発達によりリアルなエフェクト作画が多い中で絵が動くアニメならではの表現で大正時代が舞台なのを強く印象付ける一因となっているとした。音楽は石川智晶の民族的な雰囲気の歌声と梶浦由記の荘厳な音楽が合わさって重みと独特得な雰囲気を作り上げていると評している。
リアルサウンド所属ライターの安田周平は、第19話の絵コンテ・演出を担当したufotable所属演出家の白井俊行は同じく絵コンテ・演出を担当した『Fate/stay night [Unlimited Blade Works]』の第24話でも原作の奈須きのこから絶賛されたようにアクションが非常に得意で、そういうスタジオ渾身の布陣が最高の評価につながったとし、映画ライターの杉本穂高は撮影監督でufotableデジタル映像部チーフの寺尾優一による撮影処理はとても美しく第19話の炎の描写で存分に発揮されており、絵コンテや演出をくみ取って効果的な処理がなされたと指摘した。編集者・ライターの天本伸一郎は全話で映画のような高クオリティが維持されたことが本作の人気上昇に大きく貢献し、さらに、1話のみの登場でも若手からベテランまで幅広く起用された豪華声優陣、音楽担当の梶浦および椎名による主題歌と劇中音楽が世界観を成立させてストーリーを最大限に盛り上げたと評した。アニメーション演出家・監督の伊藤智彦は『進撃の巨人』のように原作漫画の絵柄が独特でそれが苦手でもアニメではマイルドになったことで受け入れられやすくなったとみている。
批評家である石岡良治は、漫画のヒットにはアニメの力もあると述べた上で、アニメーション制作を務めたスタジオufotableが男性向け作品を女性向けに展開するのが得意で、なおかつ10代にも訴求力があったことから、人気スタジオによるメディアミックスで魅力に気付いた人が多いのではとみている。日経エンタテインメント！はブームの鍵を握るのは小中学生であり、深夜放送を録画だけでなく配信でも視聴する傾向があると述べている。また日経MJは、アニメ1期放送終了後に単行本の品薄が続いたことがSNS上で話題になったことで飢餓感が煽られすぐさま関心が広まった際に、テレビ放送の後でも見られる動画配信サービスが普及していたことも遅れたヒット現象に繋がったとみている。
アニメウォッチャーの小新井涼は、アニメ1期後半以降の盛り上がりについて、キャラの増加や柱の声優発表で盛り上がったことでグッズやコスプレ、ファンアートが充実したことや、女性人気が高いアニメ映画作品が一段落したこと、2019年6月からの一挙配信で人気を知ったアニメファンが後追いしたこと、ufotableが男女に関わらず人気作品を数多く手がけていたこと、単行本や小説版が品薄になったことや売上ランキングを本作が席巻し話題になったこと、同年12月ごろからテレビ番組で特集が組まれたりアニメの主題歌「紅蓮華」が『第70回NHK紅白歌合戦』で歌われたことで普段漫画やアニメを見ない層に広まったこと、和風ファンタジーであるため高齢者にも人気が出たこと、動画配信やSNSでの話題により爆発的な人気を博したことなどを挙げている。
ホットリンクの調査では放送開始前にワールドプレミアが行われたことで視聴予定だった人の期待値を大きく上げ、声優陣やPVなど発表を小出しにしたことで情報を知りたい欲求や驚かせる流れを作る作戦の成果だったとみられる。
特別上映版は、公開初週のミニシアターランキング（公開規模30館以下の作品対象）にて1位を獲得し、公開3日間の累計動員数が1万人を突破した。第2週目でもミニシアターランキング1位を獲得し、全11劇場にて上映期間が延長され、一部劇場では5月まで再延長が行われた。
2019年8月11日より最速放送・配信が開始された第19話「ヒノカミ」は、原作者の吾峠呼世晴が「作画、演出、音楽、全てが凄すぎてボロ泣きし、第19話を20回ほど繰り返し視聴しました。一生懸命漫画を描いていて本当に良かった」と絶賛するコメントを寄せたほか、視聴者からも本編のクオリティや挿入歌の「竈門炭治郎のうた」に多くの絶賛の声が寄せられた。また、海外の大手アニメサイトMyAnimeListにて、第19話放送後の高評価が同サイト内で歴代最高クラスとなる97％を超え、中国動画配信サイトビリビリ動画では第19話を境にそれまで9.5点止まりだったアニメの評価点数が一気に9.8点に跳ね上がるという異例事態が起こるなど、海外からも高い評価を得た。また、本作はビリビリ動画サイト史上初の配信中視聴回数が3億回を突破した作品となった。

### 楽曲について
2019年7月31日に発売されたBlu-ray&DVD第1巻はオリコン集計分のみで発売初週11,594枚の売り上げを記録し、1位を獲得。2019年4月放送の新作TVアニメの中で売上第1位を記録した。その後も徐々に売り上げを伸ばして行き、12月23日付のオリコン集計による売上枚数は22,773枚。ここ数年、配信・ストリーミングの普及や作品数の増加などにより、BD・DVDの販売数が1万枚の大台を突破することがより困難な現状にあるアニメ業界において十分な水準を売り上げる形となった。
『立志編』OP主題歌である「紅蓮華」は、先行配信された4月22日付の各配信ストアのデイリーチャートで1位を獲得。リアルタイムチャート・デイリーチャートを合わせて38冠を記録した。オリコンチャートでは、2019年4月22日付のデジタルシングルデイリーランキングで2.4万ダウンロードで1位にランクイン。アニメ歌手によるデイリーDL数の最高記録を更新した。5月6日付の週間デジタルランキングでは、5.3万ダウンロードを売り上げ1位を記録。さらに、翌週の13日付でも2.2万ダウンロードで1位にランクイン。アニメ歌手による2週連続のオリコン1位獲得は史上初の快挙となった。さらに、この2つの週は平成と令和が切り替わる境目と重なったため、「平成最後の1位」と「令和最初の1位」を同時に達成した唯一の楽曲となった。2019年9月、同年に配信された女性ソロアーティスト楽曲として初めて30万ダウンロードを突破。また、その功績が認められ日本レコード協会の有料音楽配信認定にて「プラチナ」を獲得した。「紅蓮華」は2020年5月20日までにレコード会社調べでCDとダウンロードの累計でミリオンセラーを達成した。また、Billboard JAPAN調べによるストリーミング再生数では2020年5月18日付の集計において1億回を突破した。
2019年12月31日放送の『第70回NHK紅白歌合戦』ではLiSAが出演し、『立志編』主題歌である『紅蓮華』を歌唱し、バックではアニメ本編の映像が使用された。
ED主題歌「from the edge」は9月2日の配信開始以降、配信デイリーチャートにて、リアルタイムチャート・デイリーチャートを合わせて25冠を達成した。
挿入歌「竈門炭治郎のうた」は8月30日付iTunesトップソングにてランキング1位を獲得し、他の配信チャートでもTop10以内にランクインした。
2019年12月4日に発表された、ポータルサイト「Yahoo! JAPAN」にて検索数が前年に比べ最も上昇した人物・作品・製品などを表彰するアワード『Yahoo!検索大賞』にて、カルチャーカテゴリーでTVアニメ「鬼滅の刃」がアニメ部門賞を受賞した。
2020年2月6日発表の東京アニメアワード2020にて、本作が「作品賞 テレビ部門」を受賞。「個人賞 監督・演出部門 」に外崎春雄、「個人賞 原作・脚本部門」に原作者の吾峠呼世晴 、「個人賞 アニメーター部門」にキャラクターデザイン・総作画監督を務めたufotable所属アニメーターの松島晃が選ばれた。
2020年2月16日、5000万人のユーザーと200万人の有料会員を抱える米国の世界最大アニメ配信プラットフォーム「クランチロール」が主催し、ファン投票にて受賞作品を決める『Crunchyrollアニメアワード2020』にて 最優秀作品賞にあたる「Anime of the Year」に『鬼滅の刃』が選ばれ、主人公の竈門炭治郎が「最優秀男性キャラクター賞」、アニメ第19話の「炭治郎&禰󠄀豆子 vs 累」が「最優秀ファイトシーン賞」を受賞し、全18部門中3部門を制覇。2020年の最多受賞作品となった。
LINE株式会社が運営するスマートフォン専用のリサーチプラットフォーム『LINEリサーチ』によると、約58万人が回答した「2020年流行ったと思うもの」総合1位に選ばれた。年代別では男女ともに10〜50代まで全てにおいて1位となっている。
2020年12月30日放送のTBS系列『第62回 輝く！日本レコード大賞』では劇場版の主題歌「炎」が大賞を受賞した。さらに特別賞には「鬼滅の刃」が選ばれた。なお、番組内では「竈門炭治郎のうた」「炎」が披露された。
2020年12月31日放送の『第71回NHK紅白歌合戦』ではLiSAが「アニメ『鬼滅の刃』紅白スペシャルメドレー」として「紅蓮華」「炎」を披露した。
2022年12月31日放送の『第73回NHK紅白歌合戦』ではAimerが『遊郭編』主題歌「残響讃歌」を披露した。曲紹介では竈門炭治郎が応援メッセージを寄せ、曲中では宇髄天元の台詞が流れた。
2023年12月31日放送の『第74回NHK紅白歌合戦』ではmiletとMAN WITH A MISSIONが『刀鍛冶の里編』エンディング主題歌「コイコガレ」とオープニング主題歌「絆ノ奇跡」をメドレー形式で披露した。曲中ではアニメの映像が流れた。

## 登場人物
- 竈門炭治郎 - 花江夏樹
- 竈門禰󠄀豆子 - 鬼頭明里
- 我妻善逸 - 下野紘
- 嘴平伊之助 - 松岡禎丞

## 主題歌

### OP・ED
| 作品              | 曲名     | 歌                         | 作詞                     | 作曲                     | 編曲                     |
| ----------------- | -------- | -------------------------- | ------------------------ | ------------------------ | ------------------------ |
| 竈門炭治郎 立志編 | 紅蓮華   | LiSA                       | LiSA                     | 草野華余子               | 江口亮                   |
| 無限列車編        | 明け星   | LiSA                       | 梶浦由記                 | 梶浦由記                 | 梶浦由記                 |
| 遊郭編            | 残響散歌 | Aimer                      | aimerrhythm              | 飛内将大                 | 玉井健二、飛内将大       |
| 刀鍛冶の里編      | 絆ノ奇跡 | MAN WITH A MISSION × milet | Jean-Ken Johnny          | Jean-Ken Johnny          | MAN WITH A MISSION       |
| 柱稽古編          | 夢幻     | MY FIRST STORY × HYDE      | MY FIRST STORY、CHIMERAZ | MY FIRST STORY、CHIMERAZ | CHIMERAZ、MY FIRST STORY |

| 作品              | 曲名             | 歌                         | 作詞           | 作曲     | 編曲                         |
| ----------------- | ---------------- | -------------------------- | -------------- | -------- | ---------------------------- |
| 竈門炭治郎 立志編 | from the edge    | FictionJunction feat. LiSA | 梶浦由記       | 梶浦由記 | 梶浦由記                     |
| 無限列車編        | 白銀             | LiSA                       | 梶浦由記       | 梶浦由記 | 梶浦由記                     |
| 無限列車編        | 炎（第七話のみ） | LiSA                       | LiSA、梶浦由記 | 梶浦由記 | 梶浦由記                     |
| 遊郭編            | 朝が来る         | Aimer                      | 梶浦由記       | 梶浦由記 | 梶浦由記                     |
| 刀鍛冶の里編      | コイコガレ       | milet × MAN WITH A MISSION | 梶浦由記       | 梶浦由記 | MAN WITH A MISSION、梶浦由記 |
| 柱稽古編          | 永久 -トコシエ-  | HYDE × MY FIRST STORY      | 梶浦由記       | 梶浦由記 | 梶浦由記                     |

### 挿入歌
「竈門炭治郎のうた」
椎名豪 featuring 中川奈美による『竈門炭治郎 立志編』第十九話挿入歌。作詞はufotable、作曲・編曲は椎名豪。
「竈門禰󠄀豆子のうた」
椎名豪 featuring 中川奈美による『刀鍛冶の里編』第十一話挿入歌。作詞はufotable、作曲・編曲は椎名豪。

### 劇場版主題歌
「勝利の鳴動 ～絆ノ奇跡 & 竈門禰󠄀豆子のうたREMIX～」
MAN WITH A MISSION×milet×椎名豪による『絆の奇跡、そして柱稽古へ』スペシャルエンディング。リミックスは椎名豪。

## 各話リスト
| 話数              | サブタイトル               | 絵コンテ            | 演出                              | 作画監督 | 美術監督          | 初放送日          |                   |                   |                   |                   |                   |                   |                   |                   |                   |                   |                   |                   |                   |                   |                   |                   |                   |                   |
| 竈門炭治郎 立志編 | 竈門炭治郎 立志編          | 竈門炭治郎 立志編   | 竈門炭治郎 立志編                 | 竈門炭治郎 立志編 | 竈門炭治郎 立志編 | 竈門炭治郎 立志編 | 竈門炭治郎 立志編 | 竈門炭治郎 立志編 | 竈門炭治郎 立志編 | 竈門炭治郎 立志編 | 竈門炭治郎 立志編 | 竈門炭治郎 立志編 | 竈門炭治郎 立志編 | 竈門炭治郎 立志編 | 竈門炭治郎 立志編 | 竈門炭治郎 立志編 | 竈門炭治郎 立志編 | 竈門炭治郎 立志編 | 竈門炭治郎 立志編 | 竈門炭治郎 立志編 | 竈門炭治郎 立志編 | 竈門炭治郎 立志編 | 竈門炭治郎 立志編 | 竈門炭治郎 立志編 |
| ----------------- | -------------------------- | ------------------- | --------------------------------- | --- | ----------------- | ----------------- | ----------------- | ----------------- | ----------------- | ----------------- | ----------------- | ----------------- | ----------------- | ----------------- | ----------------- | ----------------- | ----------------- | ----------------- | ----------------- | ----------------- | ----------------- | ----------------- | ----------------- | ----------------- |
| 第一話            | 残酷                       | 外崎春雄            | 外崎春雄                          | 松島晃 塩島由佳 | 衛藤功二          | 2019年 4月6日     |                   |                   |                   |                   |                   |                   |                   |                   |                   |                   |                   |                   |                   |                   |                   |                   |                   |                   |
| 第二話            | 育手・鱗滝左近次           | 外崎春雄            | 外崎春雄                          | 鬼澤佳代 秋山幸児 | 衛藤功二          | 4月13日           |                   |                   |                   |                   |                   |                   |                   |                   |                   |                   |                   |                   |                   |                   |                   |                   |                   |                   |
| 第三話            | 錆󠄀兎と真菰                 | 外崎春雄            | 下村晋矢                          | 竹内由香里 | 矢中勝            | 4月20日           |                   |                   |                   |                   |                   |                   |                   |                   |                   |                   |                   |                   |                   |                   |                   |                   |                   |                   |
| 第四話            | 最終選別                   | 白井俊行            | 下村晋矢                          | 鬼澤佳代 遠藤花織 松島晃 塩島由佳 | 矢中勝            | 4月27日           |                   |                   |                   |                   |                   |                   |                   |                   |                   |                   |                   |                   |                   |                   |                   |                   |                   |                   |
| 第五話            | 己の鋼                     | 栖原隆史            | 栖原隆史                          | 竹内由香里 | 矢中勝            | 5月4日            |                   |                   |                   |                   |                   |                   |                   |                   |                   |                   |                   |                   |                   |                   |                   |                   |                   |                   |
| 第六話            | 鬼を連れた剣士             | 南野純一            | 南野純一                          | 竹内由香里 鬼澤佳代 | 矢中勝            | 5月11日           |                   |                   |                   |                   |                   |                   |                   |                   |                   |                   |                   |                   |                   |                   |                   |                   |                   |                   |
| 第七話            | 鬼舞辻󠄀無慘                 | 竹内將              | 間島崇寛 竹内將                   | 鬼澤佳代 橋本淳稔 遠藤花織 松島晃 | 矢中勝            | 5月18日           |                   |                   |                   |                   |                   |                   |                   |                   |                   |                   |                   |                   |                   |                   |                   |                   |                   |                   |
| 第八話            | 幻惑の血の香り             | 外崎春雄            | 細川ヒデキ                        | 松島晃 | 矢中勝            | 5月25日           |                   |                   |                   |                   |                   |                   |                   |                   |                   |                   |                   |                   |                   |                   |                   |                   |                   |                   |
| 第九話            | 手毬鬼と矢印鬼             | 外崎春雄            | 下村晋矢                          | 緒方美枝子 田中敦士 塩島由佳 | 矢中勝            | 6月1日            |                   |                   |                   |                   |                   |                   |                   |                   |                   |                   |                   |                   |                   |                   |                   |                   |                   |                   |
| 第十話            | ずっと一緒にいる           | 川尻善昭            | 伊藤祐毅                          | 秋山幸児 | 矢中勝            | 6月8日            |                   |                   |                   |                   |                   |                   |                   |                   |                   |                   |                   |                   |                   |                   |                   |                   |                   |                   |
| 第十一話          | 鼓の屋敷                   | 白井俊行            | 宮原秀二                          | 遠藤花織 鬼澤佳代 永森雅人 | 樺澤侑里          | 6月15日           |                   |                   |                   |                   |                   |                   |                   |                   |                   |                   |                   |                   |                   |                   |                   |                   |                   |                   |
| 第十二話          | 猪は牙を剥き 善逸は眠る    | 竹内將              | 竹内將                            | 佐藤哲人 小笠原篤 三宅舞子 | 矢中勝            | 6月22日           |                   |                   |                   |                   |                   |                   |                   |                   |                   |                   |                   |                   |                   |                   |                   |                   |                   |                   |
| 第十三話          | 命より大事なもの           | 外崎春雄            | 柴田裕介                          | 滝口禎一 秋山幸児 | 矢中勝            | 6月29日           |                   |                   |                   |                   |                   |                   |                   |                   |                   |                   |                   |                   |                   |                   |                   |                   |                   |                   |
| 第十四話          | 藤の花の家紋の家           | 外崎春雄            | 外崎春雄 宮原秀二                 | 永森雅人 鬼澤佳代 遠藤花織 | 樺澤侑里          | 7月6日            |                   |                   |                   |                   |                   |                   |                   |                   |                   |                   |                   |                   |                   |                   |                   |                   |                   |                   |
| 第十五話          | 那田蜘蛛山                 | 伊藤祐毅            | 伊藤祐毅 五味伸介                 | 松島晃 佐藤美幸 梶山庸子 菊池美花 都築萌 佐藤哲人 小笠原篤 三宅舞子 | 矢中勝            | 7月13日           |                   |                   |                   |                   |                   |                   |                   |                   |                   |                   |                   |                   |                   |                   |                   |                   |                   |                   |
| 第十六話          | 自分ではない誰かを前へ     | 外崎春雄            | 高橋賢                            | 緒方美枝子 田中敦士 塩島由佳 | 矢中勝            | 7月20日           |                   |                   |                   |                   |                   |                   |                   |                   |                   |                   |                   |                   |                   |                   |                   |                   |                   |                   |
| 第十七話          | ひとつのことを極め抜け     | 外崎春雄            | 宮原秀二 野中卓也                 | 佐藤哲人 小笠原篤 三宅舞子 外崎春雄 松島晃 | 矢中勝            | 7月27日           |                   |                   |                   |                   |                   |                   |                   |                   |                   |                   |                   |                   |                   |                   |                   |                   |                   |                   |
| 第十八話          | 偽物の絆                   | 川尻善昭            | 宇田明彦                          | 滝口禎一 秋山幸児 竹内由香里 | 矢中勝            | 8月3日            |                   |                   |                   |                   |                   |                   |                   |                   |                   |                   |                   |                   |                   |                   |                   |                   |                   |                   |
| 第十九話          | ヒノカミ                   | 白井俊行            | 白井俊行                          | 鬼澤佳代 遠藤花織 永森雅人 | 矢中勝            | 8月10日           |                   |                   |                   |                   |                   |                   |                   |                   |                   |                   |                   |                   |                   |                   |                   |                   |                   |                   |
| 第二十話          | 寄せ集めの家族             | 栖原隆史            | 栖原隆史                          | 佐藤哲人 小笠原篤 三宅舞子 | 矢中勝            | 8月17日           |                   |                   |                   |                   |                   |                   |                   |                   |                   |                   |                   |                   |                   |                   |                   |                   |                   |                   |
| 第二十一話        | 隊律違反                   | 野中卓也 白井俊行   | 野中卓也                          | 緒方美枝子 田中敦士 塩島由佳 | 矢中勝            | 8月24日           |                   |                   |                   |                   |                   |                   |                   |                   |                   |                   |                   |                   |                   |                   |                   |                   |                   |                   |
| 第二十二話        | お館様                     | 栖原隆史            | 伊藤祐毅                          | 遠藤花織 永森雅人 藤原将吾 | 矢中勝            | 8月31日           |                   |                   |                   |                   |                   |                   |                   |                   |                   |                   |                   |                   |                   |                   |                   |                   |                   |                   |
| 第二十三話        | 柱合会議                   | 栖原隆史            | 高橋賢                            | 佐藤哲人 小笠原篤 三宅舞子 | 矢中勝            | 9月7日            |                   |                   |                   |                   |                   |                   |                   |                   |                   |                   |                   |                   |                   |                   |                   |                   |                   |                   |
| 第二十四話        | 機能回復訓練               | 外崎春雄 宇田明彦   | 宮原秀二 宇田明彦                 | 田中敦士 緒方美枝子 塩島由佳 外崎春雄 松島晃 | 矢中勝            | 9月14日           |                   |                   |                   |                   |                   |                   |                   |                   |                   |                   |                   |                   |                   |                   |                   |                   |                   |                   |
| 第二十五話        | 継子・栗花落カナヲ         | 下村晋矢            | 下村晋矢                          | 永森雅人 秋山幸児 遠藤花織 藤原将吾 田中敦士 橋本淳稔 | 矢中勝            | 9月21日           |                   |                   |                   |                   |                   |                   |                   |                   |                   |                   |                   |                   |                   |                   |                   |                   |                   |                   |
| 第二十六話        | 新たなる任務               | 外崎春雄 寺尾優一   | 外崎春雄 寺尾優一                 | 松島晃 緒方美枝子 佐藤哲人 三宅舞子 滝口禎一 塩島由佳 小笠原篤 外崎春雄 | 矢中勝            | 9月28日           |                   |                   |                   |                   |                   |                   |                   |                   |                   |                   |                   |                   |                   |                   |                   |                   |                   |                   |
| 無限列車編        |                            |                     |                                   | |                   |                   |                   |                   |                   |                   |                   |                   |                   |                   |                   |                   |                   |                   |                   |                   |                   |                   |                   |                   |
| 第一話            | 炎柱・煉󠄁獄杏寿郎           | 栖原隆史            | 下村晋矢                          | 永森雅人 田中敦士 石後夏奈 藤原将吾 渡邉八恵子 佐藤美幸 梶山庸子 菊池美花 | 衛藤功二          | 2021年 10月10日   |                   |                   |                   |                   |                   |                   |                   |                   |                   |                   |                   |                   |                   |                   |                   |                   |                   |                   |
| 第二話            | 深い眠り                   | 三浦貴博            | 白井俊行                          | 松島晃 田中敦士 緒方美枝子 塩島由佳 内村瞳子 永森雅人 菊池美花 | 矢中勝            | 10月17日          |                   |                   |                   |                   |                   |                   |                   |                   |                   |                   |                   |                   |                   |                   |                   |                   |                   |                   |
| 第三話            | 本当なら                   | 三浦貴博            | 竹内將                            | 永森雅人 田中敦士 藤原将吾 松島晃 | 衛藤功二          | 10月24日          |                   |                   |                   |                   |                   |                   |                   |                   |                   |                   |                   |                   |                   |                   |                   |                   |                   |                   |
| 第四話            | 侮辱                       | 三浦貴博            | 竹内將                            | 南野純一 秋山幸児 都築萌 | 樺澤侑里          | 11月7日           |                   |                   |                   |                   |                   |                   |                   |                   |                   |                   |                   |                   |                   |                   |                   |                   |                   |                   |
| 第五話            | 前へ！                     | 三浦貴博            | 白井俊行                          | 松島晃 佐藤哲人 茂木貴之 岡部茜 岡部葵 高橋聰 | 矢中勝            | 11月14日          |                   |                   |                   |                   |                   |                   |                   |                   |                   |                   |                   |                   |                   |                   |                   |                   |                   |                   |
| 第六話            | 猗窩座                     | 外崎春雄            | 細川ヒデキ                        | 田中敦士 石後夏奈 須藤友徳 永森雅人 藤原将吾 秋山幸児 佐藤哲人 橋本淳稔 佐藤美幸 松島晃 外崎春雄                                                                                                   | 衛藤功二          | 11月21日          |                   |                   |                   |                   |                   |                   |                   |                   |                   |                   |                   |                   |                   |                   |                   |                   |                   |                   |
| 第七話            | 心を燃やせ                 | 外崎春雄            | 外崎春雄                          | 松島晃 塩島由佳 小笠原篤 佐藤美幸 岡部茜 岡部葵 外崎春雄 | 矢中勝            | 11月28日          |                   |                   |                   |                   |                   |                   |                   |                   |                   |                   |                   |                   |                   |                   |                   |                   |                   |                   |
| 遊郭編            |                            |                     |                                   | |                   |                   |                   |                   |                   |                   |                   |                   |                   |                   |                   |                   |                   |                   |                   |                   |                   |                   |                   |                   |
| 第一話            | 音柱・宇髄天元             | 栖原隆史            | 下村晋矢 恒松圭                   | 塩島由佳 佐藤美幸 菊池美花 梶山庸子 石後夏奈 佐藤哲人 茂木貴之 藤原将吾 | 衛藤功二          | 12月5日           |                   |                   |                   |                   |                   |                   |                   |                   |                   |                   |                   |                   |                   |                   |                   |                   |                   |                   |
| 第二話            | 遊郭潜入                   | 栖原隆史            | 栖原隆史                          | 佐藤哲人 茂木貴之 石後夏奈 | 衛藤功二          | 12月12日          |                   |                   |                   |                   |                   |                   |                   |                   |                   |                   |                   |                   |                   |                   |                   |                   |                   |                   |
| 第三話            | 何者？                     | 栖原隆史            | 宇田明彦                          | 秋山幸児 岡部葵 岡部茜 | 衛藤功二          | 12月19日          |                   |                   |                   |                   |                   |                   |                   |                   |                   |                   |                   |                   |                   |                   |                   |                   |                   |                   |
| 第四話            | 今夜                       | 野中卓也 外崎春雄   | 細川ヒデキ                        | 佐藤美幸 梶山庸子 菊池美花 田中敦士 岡部葵 | 衛藤功二          | 12月26日          |                   |                   |                   |                   |                   |                   |                   |                   |                   |                   |                   |                   |                   |                   |                   |                   |                   |                   |
| 第五話            | ド派手に行くぜ!            | 野中卓也 外崎春雄   | 野中卓也                          | 松島晃 茂木貴之 石後夏奈 藤原将吾 緒方美枝子 西條由希子 | 衛藤功二          | 2022年 1月2日     |                   |                   |                   |                   |                   |                   |                   |                   |                   |                   |                   |                   |                   |                   |                   |                   |                   |                   |
| 第六話            | 重なる記憶                 | 三浦貴博            | 南野純一                          | 秋山幸児 茂木貴之 岡部茜 佐藤哲人 | 衛藤功二          | 1月9日            |                   |                   |                   |                   |                   |                   |                   |                   |                   |                   |                   |                   |                   |                   |                   |                   |                   |                   |
| 第七話            | 変貌                       | 三浦貴博            | 原田征爾                          | 秋山幸児 塩島由佳 石後夏奈 茂木貴之 橋本淳稔 | 衛藤功二          | 1月16日           |                   |                   |                   |                   |                   |                   |                   |                   |                   |                   |                   |                   |                   |                   |                   |                   |                   |                   |
| 第八話            | 集結                       | 高橋賢              | 高橋賢                            | 佐藤哲人 藤原将吾 緒方美枝子 秋山幸児 茂木貴之 塩島由佳 永森雅人 外崎春雄 | 衛藤功二          | 1月23日           |                   |                   |                   |                   |                   |                   |                   |                   |                   |                   |                   |                   |                   |                   |                   |                   |                   |                   |
| 第九話            | 上弦の鬼を倒したら         | 外崎春雄            | 南野純一                          | 田中敦士 石後夏奈 佐藤美幸 渡邉八恵子 西條由希子 岡部葵 梶山庸子 秋山幸児 藤原将吾 茂木貴之 南野純一 外崎春雄                                                                                      | 衛藤功二          | 1月30日           |                   |                   |                   |                   |                   |                   |                   |                   |                   |                   |                   |                   |                   |                   |                   |                   |                   |                   |
| 第十話            | 絶対諦めない               | 白井俊行            | 白井俊行                          | 佐藤哲人 永森雅人 塩島由佳 藤原将吾 菊池美花 | 衛藤功二          | 2月6日            |                   |                   |                   |                   |                   |                   |                   |                   |                   |                   |                   |                   |                   |                   |                   |                   |                   |                   |
| 第十一話          | 何度生まれ変わっても       | 白井俊行 栖原隆史   | 細川ヒデキ                        | 坂東美佳 小林友衣 橋本淳稔 足立原美保子 梶山庸子 佐藤美幸 | 衛藤功二          | 2月13日           |                   |                   |                   |                   |                   |                   |                   |                   |                   |                   |                   |                   |                   |                   |                   |                   |                   |                   |
| 刀鍛冶の里編      |                            |                     |                                   | |                   |                   |                   |                   |                   |                   |                   |                   |                   |                   |                   |                   |                   |                   |                   |                   |                   |                   |                   |                   |
| 第一話            | 誰かの夢                   | 栖原隆史 寺尾優一   | 下村晋矢 栖原隆史                 | 仲敷公実子 渡邉八恵子 岡部葵 緒方美枝子 小林友衣 藤本典子 坂東美佳 佐藤美幸 松島晃 | 衛藤功二          | 2023年 4月9日     |                   |                   |                   |                   |                   |                   |                   |                   |                   |                   |                   |                   |                   |                   |                   |                   |                   |                   |
| 第二話            | 縁壱零式                   | 恒松圭              | 宇田明彦                          | 石橋有希子 田角麻奈美 西條由希子 坂東美佳 佐藤哲人 郷津春奈 | 衛藤功二          | 4月16日           |                   |                   |                   |                   |                   |                   |                   |                   |                   |                   |                   |                   |                   |                   |                   |                   |                   |                   |
| 第三話            | 三百年以上前の刀           | 細川ヒデキ          | 中澤健                            | 茂木貴之 秋山幸児 永森雅人 | 衛藤功二          | 4月23日           |                   |                   |                   |                   |                   |                   |                   |                   |                   |                   |                   |                   |                   |                   |                   |                   |                   |                   |
| 第四話            | 時透君ありがとう           | 細川ヒデキ          | 細川ヒデキ                        | 竹内由香里 仲敷公実子 西尾聡美 | 衛藤功二          | 4月30日           |                   |                   |                   |                   |                   |                   |                   |                   |                   |                   |                   |                   |                   |                   |                   |                   |                   |                   |
| 第五話            | 赫刀                       | 野中卓也            | 野中卓也                          | 緒方美枝子 小林友衣 首藤志保里 坂東美佳 永森雅人 茂木貴之 藤本典子 梶山庸子 西條由希子 | 衛藤功二          | 5月7日            |                   |                   |                   |                   |                   |                   |                   |                   |                   |                   |                   |                   |                   |                   |                   |                   |                   |                   |
| 第六話            | 柱になるんじゃないのか！   | 恒松圭              | 原田征爾                          | 藤本典子 石後夏奈 緒方美枝子 橋本淳稔 菊池美花 仲敷公実子 垣内郁美 | 衛藤功二          | 5月14日           |                   |                   |                   |                   |                   |                   |                   |                   |                   |                   |                   |                   |                   |                   |                   |                   |                   |                   |
| 第七話            | 極悪人                     | 三浦陽              | 細川ヒデキ                        | 竹内由香里 西尾聡美 首藤志保里 梶山庸子 | 衛藤功二          | 5月21日           |                   |                   |                   |                   |                   |                   |                   |                   |                   |                   |                   |                   |                   |                   |                   |                   |                   |                   |
| 第八話            | 無一郎の無                 | 白井俊行            | 南野純一                          | 藤本真由 太田都 秋山幸児 渡邉八恵子 | 衛藤功二          | 5月28日           |                   |                   |                   |                   |                   |                   |                   |                   |                   |                   |                   |                   |                   |                   |                   |                   |                   |                   |
| 第九話            | 霞柱・時透無一郎           | 三浦陽              | 宇田明彦                          | 佐藤哲人 藤本典子 茂木貴之 渡邉八恵子 竹内由香里 仲敷公実子 西尾聡美 梶山庸子 | 衛藤功二          | 6月4日            |                   |                   |                   |                   |                   |                   |                   |                   |                   |                   |                   |                   |                   |                   |                   |                   |                   |                   |
| 第十話            | 恋柱・甘露寺蜜璃           | 清水勇司            | 清水勇司                          | 田中敦士 佐藤哲人 藤本真由 秋山幸児 永森雅人 塩島由佳 | 衛藤功二          | 6月11日           |                   |                   |                   |                   |                   |                   |                   |                   |                   |                   |                   |                   |                   |                   |                   |                   |                   |                   |
| 第十一話          | 繋いだ絆 彼は誰時 朝ぼらけ | 外崎春雄 栖原隆史   | 中澤健 原田征爾 栖原隆史 南野純一 | 茂木貴之 秋山幸児 三輪和宏 首藤志保里 梶山庸子 藤本典子 仲敷公実子 緒方美枝子 田中敦士 竹内由香里 小林友衣 足立原美保子 木下博斗 藤本真由 太田都 竹村南 佐藤美幸 坂東美佳 菊池美花 外崎春雄 松島晃 | 衛藤功二          | 6月18日           |                   |                   |                   |                   |                   |                   |                   |                   |                   |                   |                   |                   |                   |                   |                   |                   |                   |                   |
| 柱稽古編          |                            |                     |                                   | |                   |                   |                   |                   |                   |                   |                   |                   |                   |                   |                   |                   |                   |                   |                   |                   |                   |                   |                   |                   |
| 第一話            | 鬼舞辻󠄀無惨を倒すために     | 下村晋矢 栖原隆史   | 下村晋矢 栖原隆史                 | 茂木貴之 仲敷公実子 足立原美保子 小林友衣 藤本典子 首藤志保里 竹内由香里 秋山幸児 坂東美佳 佐藤美幸 菊池美花 松島晃                                                                                | 矢中勝 樺澤侑里   | 2024年 5月12日    |                   |                   |                   |                   |                   |                   |                   |                   |                   |                   |                   |                   |                   |                   |                   |                   |                   |                   |
| 第二話            | 水柱・冨岡義勇の痛み       | 清水勇司            | 清水勇司                          | 佐藤哲人 緒方美枝子 西尾聡美 石橋有希子 小林友衣 首藤志保里 竹内由香里 松島晃 | 矢中勝 樺澤侑里   | 5月19日           |                   |                   |                   |                   |                   |                   |                   |                   |                   |                   |                   |                   |                   |                   |                   |                   |                   |                   |
| 第三話            | 炭治郎全快‼ 柱稽古大参加   | 三浦陽              | 豆塚隆                            | 坂東美佳 三輪和宏 | 矢中勝 樺澤侑里   | 5月26日           |                   |                   |                   |                   |                   |                   |                   |                   |                   |                   |                   |                   |                   |                   |                   |                   |                   |                   |
| 第四話            | 笑顔になれる               | 外崎春雄            | 原田征爾                          | 関根千奈未 茂木貴之 足立原美保子 藤本典子 太田都 山﨑菜奈 松島晃 | 矢中勝 樺澤侑里   | 6月2日            |                   |                   |                   |                   |                   |                   |                   |                   |                   |                   |                   |                   |                   |                   |                   |                   |                   |                   |
| 第五話            | 鬼を喰ってまで             | 細川ヒデキ 外崎春雄 | 細川ヒデキ                        | 山﨑菜奈 荒井怜子 松嶋かおり 西尾聡美 加藤友理 西條由希子 秋山幸児 竹内由香里 | 矢中勝 樺澤侑里   | 6月9日            |                   |                   |                   |                   |                   |                   |                   |                   |                   |                   |                   |                   |                   |                   |                   |                   |                   |                   |
| 第六話            | 鬼殺隊最強                 | 中澤健              | 中澤健                            | 加藤友理 山﨑菜奈 松嶋かおり 荒井怜子 伊藤裕次 松島晃 | 矢中勝 樺澤侑里   | 6月16日           |                   |                   |                   |                   |                   |                   |                   |                   |                   |                   |                   |                   |                   |                   |                   |                   |                   |                   |
| 第七話            | 岩柱・悲鳴嶼行冥           | 栖原隆史            | 宇田明彦                          | 関根千奈未 緒方美枝子 伊藤裕次 首藤志保里 伊藤典子 竹内由香里 | 矢中勝 樺澤侑里   | 6月23日           |                   |                   |                   |                   |                   |                   |                   |                   |                   |                   |                   |                   |                   |                   |                   |                   |                   |                   |
| 第八話            | 柱・結集                   | 栖原隆史 三浦陽     | 清水勇司 原田征爾 外崎春雄        | 仲敷公実子 三輪和宏 小林友衣 緒方美枝子 首藤志保里 足立原美保子 秋山幸児 坂東美佳 佐藤美幸 梶山庸子 松島晃                                                                                         | 矢中勝 樺澤侑里   | 6月30日           |                   |                   |                   |                   |                   |                   |                   |                   |                   |                   |                   |                   |                   |                   |                   |                   |                   |                   |

## 放送局

### 日本国内
竈門炭治郎 立志編
| 放送期間                 | 放送時間                     | 放送局             | 対象地域       | 備考                           |
| ------------------------ | ---------------------------- | ------------------ | -------------- | ------------------------------ |
| 2019年4月6日 - 9月28日   | 土曜 23:30 - 翌 0:00         | TOKYO MX           | 東京都         |                                |
|                          |                              | とちぎテレビ       | 栃木県         |                                |
|                          |                              | 群馬テレビ         | 群馬県         |                                |
|                          |                              | BS11               | 日本全域       | BS放送 / 『ANIME+』枠          |
| 2019年4月8日 - 9月30日   | 月曜 21:00 - 21:30           | AT-X               | 日本全域       | CS放送 / リピート放送あり      |
| 2019年4月9日 - 10月1日   | 火曜 1:59 - 2:29（月曜深夜） | 読売テレビ         | 近畿広域圏     | 『MANPA』第1部                 |
| 2019年4月11日 - 10月10日 | 木曜 1:58 - 2:28（水曜深夜） | 熊本放送           | 熊本県         |                                |
| 2019年4月11日 - 10月3日  | 木曜 2:09 - 2:39（水曜深夜） | 広島テレビ         | 広島県         |                                |
|                          | 木曜 2:24 - 2:54（水曜深夜） | 福岡放送           | 福岡県         |                                |
| 2019年4月11日 - 10月10日 | 木曜 2:27 - 2:57（水曜深夜） | 新潟放送           | 新潟県         |                                |
| 2019年4月11日 - 10月3日  | 木曜 2:29 - 2:59（水曜深夜） | メ〜テレ           | 中京広域圏     |                                |
| 2019年4月12日 - 10月4日  | 金曜 1:25 - 1:55（木曜深夜） | 高知さんさんテレビ | 高知県         |                                |
|                          | 金曜 1:45 - 2:15（木曜深夜） | テレビ愛媛         | 愛媛県         |                                |
|                          | 金曜 1:55 - 2:25（木曜深夜） | 長野朝日放送       | 長野県         |                                |
| 2019年4月12日 - 10月11日 | 金曜 2:03 - 2:33（木曜深夜） | 静岡放送           | 静岡県         |                                |
| 2019年4月12日 - 10月4日  | 金曜 2:14 - 2:44（木曜深夜） | 福島中央テレビ     | 福島県         |                                |
|                          | 金曜 2:34 - 3:04（木曜深夜） | 札幌テレビ         | 北海道         |                                |
| 2019年4月13日 - 10月5日  | 土曜 1:56 - 2:26（金曜深夜） | 四国放送           | 徳島県         | 『無限列車編』以降は県内未放送 |
|                          | 土曜 1:59 - 2:29（金曜深夜） | ミヤギテレビ       | 宮城県         |                                |
|                          |                              | 長崎国際テレビ     | 長崎県         |                                |
| 2019年4月14日 - 10月6日  | 日曜 2:20 - 2:50（土曜深夜） | 岡山放送           | 岡山県・香川県 |                                |

| 配信開始日   | 配信時間                   | 配信サイト |
| ------------ | -------------------------- | --- |
| 2019年4月6日 | 土曜 23:30 - 翌 0:00       | AbemaTV |
| 2019年4月8日 | 月曜 23:30 更新            | dTV dアニメストア （本店・ニコニコ支店・for Prime Video） Amazon Prime Video FOD バンダイチャンネル GYAO! ニコニコチャンネル ひかりTV Hulu |
|              | 月曜 23:30 - 翌 0:00       | ニコニコ生放送 |
| 2019年4月9日 | 火曜 0:00（月曜深夜） 更新 | ビデオパス J:COMオンデマンド メガパック |

無限列車編
| 放送期間 | 放送時間                     | 放送局                                          | 対象地域・備考                  |
| --- | ---------------------------- | ----------------------------------------------- | ------------------------------- |
| 2021年10月10日 - 11月28日                                                                                                | 日曜 23:15 - 23:45           | フジテレビ（企画協力）ほか 同系列フルネット26局 | 日本国内 連動データ放送         |
| 2021年10月16日 - 12月4日                                                                                                 | 土曜 23:30 - 翌 0:00         | TOKYO MX                                        | 東京都 / 東京都内では実質再放送 |
| |                              | とちぎテレビ                                    | 栃木県 / 栃木県内では実質再放送 |
| |                              | 群馬テレビ                                      | 群馬県 / 群馬県内では実質再放送 |
| |                              | BS11                                            | BS放送 / 『ANIME+』枠           |
| 2021年10月18日 - 12月6日                                                                                                 | 月曜 0:00 - 0:30（日曜深夜） | AT-X                                            | CS放送 / リピート放送あり       |
| 2021年10月23日 - 12月11日                                                                                                | 土曜 7:00 - 7:30             | テレビ山口                                      | 山口県                          |
| | 土曜 16:00 - 16:30           | テレビ大分                                      | 大分県                          |
| | 土曜 16:30 - 17:00           | テレビ宮崎                                      | 宮崎県                          |
| | 土曜 21:00 - 21:30           | アニマックス                                    | BS/CS放送 / リピート放送あり    |
| 2021年10月30日 - 12月11日                                                                                                | 土曜 9:30 - 10:00            | 山梨放送                                        | 山梨県                          |
| | 土曜 10:45 - 11:15           | 青森テレビ                                      | 青森県                          |
| 太字で表記されている局では字幕放送を実施。 最終話のみ、TOKYO MX・とちぎテレビ・群馬テレビ以外の地上波放送局では5分拡大。 |                              |                                                 |                                 |

| 配信開始日     | 配信時間                     | 配信サイト |
| -------------- | ---------------------------- | --- |
| 2021年10月11日 | 月曜 0:00（日曜深夜） 更新   | ABEMA Amazon Prime Video auスマートパスプレミアム dアニメストア（本店・ニコニコ支店・for Prime Video） dTV FOD GYAO! Hulu J:COMオンデマンド Netflix Paravi TELASA TSUTAYA TV U-NEXT アニメ放題 アニメカ ニコニコチャンネル バンダイチャンネル ひかりTV DMM.com GYAO!ストア milplus ビデオマーケット |
|                | 月曜 0:00 - 0:30（日曜深夜） | ニコニコ生放送 |
|                | 月曜 12:00 更新              | HAPPY!動画 |

遊郭編
| 放送期間                                                                               | 放送時間                     | 放送局                                          | 対象地域・備考                  |
| -------------------------------------------------------------------------------------- | ---------------------------- | ----------------------------------------------- | ------------------------------- |
| 2021年12月5日 - 2022年2月13日                                                          | 日曜 23:15 - 23:45           | フジテレビ（企画協力）ほか 同系列フルネット26局 | 日本国内 連動データ放送         |
| 2021年12月11日 - 2022年2月19日                                                         | 土曜 23:30 - 翌 0:00         | TOKYO MX                                        | 東京都 / 東京都内では実質再放送 |
|                                                                                        |                              | とちぎテレビ                                    | 栃木県 / 栃木県内では実質再放送 |
|                                                                                        |                              | 群馬テレビ                                      | 群馬県 / 群馬県内では実質再放送 |
|                                                                                        |                              | BS11                                            | BS放送 / 『ANIME+』枠           |
| 2021年12月13日 - 2022年2月21日                                                         | 月曜 0:00 - 0:30（日曜深夜） | AT-X                                            | CS放送 / リピート放送あり       |
| 2021年12月18日 - 2022年2月26日                                                         | 土曜 16:30 - 17:00           | テレビ宮崎                                      | 宮崎県                          |
| 2021年12月18日 - 2022年3月5日                                                          | 土曜 7:00 - 7:30             | テレビ山口                                      | 山口県                          |
|                                                                                        | 土曜 10:45 - 11:15           | 青森テレビ                                      | 青森県                          |
|                                                                                        | 土曜 21:00 - 21:30           | アニマックス                                    | BS/CS放送 / リピート放送あり    |
| 2021年12月18日 - 2022年3月12日                                                         | 土曜 15:55 - 16:25           | テレビ大分                                      | 大分県                          |
| 2022年1月8日 - 3月19日                                                                 | 土曜 9:30 - 10:00            | 山梨放送                                        | 山梨県                          |
| 第一話は1時間スペシャル。最終話は15分拡大。 太字で表記されている局では字幕放送を実施。 |                              |                                                 |                                 |

| 配信開始日    | 配信時間                     | 配信サイト |
| ------------- | ---------------------------- | --- |
| 2021年12月6日 | 月曜 0:00（日曜深夜） 更新   | ABEMA Amazon Prime Video auスマートパスプレミアム dアニメストア（本店・ニコニコ支店・for Prime Video） dTV FOD GYAO! Hulu J:COMオンデマンド Netflix Paravi TELASA TSUTAYA TV U-NEXT アニメ放題 アニメカ ニコニコチャンネル バンダイチャンネル ひかりTV DMM.com GYAO!ストア milplus ビデオマーケット |
|               | 月曜 0:00 - 0:30（日曜深夜） | ニコニコ生放送 |
|               | 月曜 12:00 更新              | HAPPY!動画 |

刀鍛冶の里編
| 放送期間                                                                                 | 放送時間                     | 放送局                                          | 対象地域・備考                     |
| ---------------------------------------------------------------------------------------- | ---------------------------- | ----------------------------------------------- | ---------------------------------- |
| 2023年4月9日 - 6月18日                                                                   | 日曜 23:15 - 23:45           | フジテレビ（企画協力）ほか 同系列フルネット26局 | 日本国内 連動データ放送 / 解説放送 |
| 2023年4月15日 - 6月24日                                                                  | 土曜 16:00 - 16:30           | テレビ大分                                      | 大分県 / 解説放送                  |
|                                                                                          | 土曜 16:30 - 17:00           | テレビ宮崎                                      | 宮崎県 / 解説放送                  |
|                                                                                          | 土曜 23:30 - 翌 0:00         | TOKYO MX                                        | 東京都 / 東京都内では実質再放送    |
|                                                                                          |                              | とちぎテレビ                                    | 栃木県 / 栃木県内では実質再放送    |
|                                                                                          |                              | 群馬テレビ                                      | 群馬県 / 群馬県内では実質再放送    |
|                                                                                          |                              | BS11                                            | BS放送 / 『ANIME+』枠              |
| 2023年4月17日 - 6月26日                                                                  | 月曜 20:00 - 20:30           | AT-X                                            | CS放送 / リピート放送あり          |
| 2023年4月23日 - 7月2日                                                                   | 日曜 13:00 - 13:30           | 山梨放送                                        | 山梨県 / 解説放送                  |
| 2023年4月29日 - 7月8日                                                                   | 土曜 20:00 - 20:30           | アニマックス                                    | BS/CS放送 / リピート放送あり       |
| 2023年5月6日 - 7月15日                                                                   | 土曜 11:15 - 11:45           | 青森テレビ                                      | 青森県 / 解説放送                  |
| 2023年5月7日 - 7月16日                                                                   | 日曜 0:58 - 1:28（土曜深夜） | テレビ山口                                      | 山口県 / 解説放送                  |
| 第一話は1時間スペシャル。最終話は40分に拡大。 太字で表記されている局では字幕放送を実施。 |                              |                                                 |                                    |

| 配信開始日    | 配信時間                     | 配信サイト |
| ------------- | ---------------------------- | --- |
| 2023年4月10日 | 月曜 0:00（日曜深夜） 更新   | ABEMA auスマートパスプレミアム dアニメストア（本店・ニコニコ支店・for Prime Video） DMM TV Lemino FOD Hulu J:COMオンデマンド milplus Netflix Amazon Prime Video TELASA U-NEXT WOWOWオンデマンド アニメタイムズ アニメ放題 ニコニコ生放送 ニコニコチャンネル バンダイチャンネル ビデオマーケット |
|               | 月曜 0:00 - 0:30（日曜深夜） | ニコニコ生放送 |

柱稽古編
| 放送期間                                                          | 放送時間                     | 放送局                                          | 対象地域・備考                  |
| ----------------------------------------------------------------- | ---------------------------- | ----------------------------------------------- | ------------------------------- |
| 2024年5月12日 - 6月30日                                           | 日曜 23:15 - 23:45           | フジテレビ（企画協力）ほか 同系列フルネット26局 | 日本国内                        |
| 2024年5月19日 - 7月7日                                            | 日曜 0:00 - 0:30（土曜深夜） | TOKYO MX                                        | 東京都 / 東京都内では実質再放送 |
|                                                                   |                              | BS11                                            | BS放送 / 『ANIME+』枠           |
|                                                                   |                              | 群馬テレビ                                      | 群馬県 / 群馬県内では実質再放送 |
|                                                                   |                              | とちぎテレビ                                    | 栃木県 / 栃木県内では実質再放送 |
| 2024年5月21日 -                                                   | 火曜 20:00 - 20:30           | AT-X                                            | CS放送                          |
| 2024年5月25日 -                                                   | 土曜 19:00 - 19:30           | アニマックス                                    | BS/CS放送                       |
| 2024年5月26日 -                                                   | 日曜 0:58 - 1:28（土曜深夜） | テレビ山口                                      | 山口県                          |
| 2024年6月1日 -                                                    | 土曜 11:15 - 11:45           | 青森テレビ                                      | 青森県                          |
| 第一話は1時間スペシャル。第七話は40分に拡大。最終話は60分に拡大。 |                              |                                                 |                                 |

| 配信開始日    | 配信時間                   | 配信サイト |
| ------------- | -------------------------- | --- |
| 2024年5月13日 | 月曜 0:00（日曜深夜） 更新 | ABEMA auスマートパスプレミアム dアニメストア（本店・for Prime Video・ニコニコ支店） DMM TV FOD Hulu J:COM STREAM Lemino milplus Netflix Prime Video TELASA U-NEXT WOWOWオンデマンド アニメタイムズ アニメ放題 ニコニコ生放送 ニコニコチャンネル バンダイチャンネル |

#### フジテレビ系列での放送
2020年10月10日と10月17日にフジテレビ系列『土曜プレミアム』枠にて『竈門炭治郎 立志編』の総集編を放送（ゴールデン・プライムタイムでは初放送となる）。10月10日は第1話から第5話までの『兄妹の絆』、10月17日には、第15話から第21話までの『那田蜘蛛山編』をそれぞれ放送した。この特別総集編は、10日放送分の平均世帯視聴率が16.7%、17日放送分の平均世帯視聴率が15.4%となり、高い注目を集めた。
フジテレビ（関東ローカル）にて、10月13日から10月17日未明と24日に『全集中！アニメ「鬼滅の刃」一挙放送』として第6話から第14話までおよび、第22話から第26話まで放送された。
12月20日には第22話から第26話に新規映像を追加した特別編集版『柱合会議・蝶屋敷編』が放送された。関西テレビでも『土曜プレミアム』での放送の反響を受けて、第6話から第14話までおよび第22話から第26話を10月23日から金曜19時枠にて放送する（関西ローカル、1時間2話ずつ放送）。ローカル枠とは言え、アニメ作品が局を移して他系列の準キー局でゴールデンタイムで再放送されるという異例の編成となる。同年11月4日には視聴者から多くの要望があり、予定してなかった第15から21話についてもレギュラー放送をすることを発表した。12月11日放送の第20話、第21話で関西のレギュラー放送は終了。それに伴い、続きの第22話から第26話については前述の『柱合会議・蝶屋敷編』で放送されることとなった。また、テレビ愛媛でも2019年4月12日から10月4日までの本放送と『土曜プレミアム』版に引き続き、2020年11月6日より、金曜19時枠にて第1話からの再放送（愛媛ローカル、1時間2話ずつ放送）が行われた。
2021年9月25日の劇場アニメのテレビ初放送に向けて、同年9月にもフジテレビ系列にて第１期『竈門炭治郎 立志編』の特別編集版の放送が発表された。9月11日に『兄妹の絆』、9月12日に『浅草編』、9月18日に『鼓屋敷編』、9月19日に『那田蜘蛛山編』、9月23日に『柱合会議・蝶屋敷編』をそれぞれ19時から放送。『兄妹の絆』では番組の冒頭に鱗滝左近次による前説が入り、新規予告やアイキャッチ、『浅草編』『鼓屋敷編』はそれらに加えて新規エンドロールなどが用意されているという説明を行った。なお、こちらも11日放送分の平均世帯視聴率は13.3%、12日放送分は13.4%、18日放送分は14.4%、19日放送分は14.7%、23日放送分は15.0%といずれも高視聴率を獲得した。
以降放送されるテレビシリーズ第2期（『無限列車編』『遊郭編』）と第3期（『刀鍛冶の里編』）に関しても、フジテレビ系列における全国同時ネット放送が最速となる形で公開されている。
『無限列車編』第1話「炎柱・煉󠄁獄杏寿郎」は、日曜23時台と深夜枠にもかかわらず平均世帯視聴率が10.0%と高視聴率を獲得し、『遊郭編』第1話「音柱・宇髄天元」に関しても平均世帯視聴率が9.2%を記録した。
『無限列車編』第4話は本来の放送日である2021年10月31日に第49回衆議院議員総選挙の開票特別番組『Live選挙サンデー』を放送するため休止し、翌週11月7日に放送。（フジテレビ系列以外のネット局や配信サイトでもそれぞれ1週分休止）。『遊郭編』第5話は近年のキー局における新作の深夜30分レギュラーアニメでは珍しく、正月三が日中（1月2日）に放送された。
3期の放送前には『遊郭編』特別総集編が全2回にわたり『土曜プレミアム』枠にて放送された。（2023年4月1日『遊郭潜入編』、翌週4月8日『遊郭決戦編』）
『刀鍛冶の里編』は、フジテレビ系列のみ本編放送前に独自のアバンタイトルとして『双六大好き善逸の今日の一振り！』が放送され、その後に本編が挿入される形式をとった。代わりに『大正コソコソ噂話』がカットされ、次回予告も次週のサブタイトルが表記された静止画が数秒表示される簡素なものになった。

### 日本国外
アメリカ合衆国では、2019年10月12日から「竈門炭治郎 立志編」の英語吹き替え版がカートゥーン ネットワークにて放送された。

## BD / DVD
BD/DVD各巻には、原作で描かれなかった各登場人物のサイドストーリーが描かれたドラマCDが封入されている。脚本は全巻でシリーズ構成・脚本・アニメーション制作を務めたufotableが制作している。
『竈門炭治郎 立志編』『無限列車編（TV版）』『遊郭編』『刀鍛冶の里編』のTVアニメ版パッケージ総出荷枚数は90万本。劇場版『無限列車編』は199万本を出荷している（2024年2月17日時点）。
| 巻 | 発売日         | 収録話                  | 規格品番      | 規格品番 | 規格品番      | 規格品番 |
| 巻 | 発売日         | 収録話                  | BD            | BD       | DVD           | DVD      |
| -- | -------------- | ----------------------- | ------------- | -------- | ------------- | -------- |
| 1  | 2019年7月31日  | 第一話 - 第二話         | ANZX-14771/2  | 限定版   | ANZB-14771/2  | 限定版   |
| 2  | 2019年8月28日  | 第三話 - 第五話         | ANZX-14773/4  | 限定版   | ANZB-14773/4  | 限定版   |
| 3  | 2019年9月25日  | 第六話 - 第七話         | ANZX-14775/6  | 限定版   | ANZB-14775/6  | 限定版   |
| 4  | 2019年10月30日 | 第八話 - 第十話         | ANZX-14777/8  | 限定版   | ANZB-14777/8  | 限定版   |
| 5  | 2019年11月27日 | 第十一話 - 第十二話     | ANZX-14779/80 | 限定版   | ANZB-14779/80 | 限定版   |
| 6  | 2019年12月25日 | 第十三話 - 第十四話     | ANZX-14781/2  | 限定版   | ANZB-14781/2  | 限定版   |
| 7  | 2020年1月29日  | 第十五話 - 第十七話     | ANZX-14783/4  | 限定版   | ANZB-14783/4  | 限定版   |
| 8  | 2020年2月26日  | 第十八話 - 第十九話     | ANZX-14785/6  | 限定版   | ANZB-14785/6  | 限定版   |
| 9  | 2020年3月25日  | 第二十話 - 第二十一話   | ANZX-14787/8  | 限定版   | ANZB-14787/8  | 限定版   |
| 10 | 2020年5月27日  | 第二十二話 - 第二十四話 | ANZX-14789/90 | 限定版   | ANZB-14789/90 | 限定版   |
| 11 | 2020年6月24日  | 第二十五話 - 第二十六話 | ANZX-14791/2  | 限定版   | ANZB-14791/2  | 限定版   |

| 巻 | 発売日        | 収録話          | 規格品番     | 規格品番 | 規格品番     | 規格品番 |
| 巻 | 発売日        | 収録話          | BD           | BD       | DVD          | DVD      |
| -- | ------------- | --------------- | ------------ | -------- | ------------ | -------- |
| 1  | 2022年1月26日 | 第一話          | ANZX-16011/2 | 限定版   | ANZB-16011/2 | 限定版   |
| 2  | 2022年2月9日  | 第二話 - 第七話 | ANZX-16013/4 | 通常版   | ANZB-16013/4 | 通常版   |

| 巻 | 発売日        | 収録話            | 規格品番      | 規格品番 | 規格品番      | 規格品番 |
| 巻 | 発売日        | 収録話            | BD            | BD       | DVD           | DVD      |
| -- | ------------- | ----------------- | ------------- | -------- | ------------- | -------- |
| 1  | 2022年2月23日 | 第一話            | ANZX-16021/2  | 限定版   | ANZB-16021/2  | 限定版   |
| 2  | 2022年3月30日 | 第二話 - 第三話   | ANZX-16023/4  | 限定版   | ANZB-16023/4  | 限定版   |
| 3  | 2022年4月27日 | 第四話 - 第五話   | ANZX-16025/6  | 限定版   | ANZB-16025/6  | 限定版   |
| 4  | 2022年5月25日 | 第六話 - 第七話   | ANZX-16027/8  | 限定版   | ANZB-16027/8  | 限定版   |
| 5  | 2022年6月29日 | 第八話 - 第九話   | ANZX-16029/30 | 限定版   | ANZB-16029/30 | 限定版   |
| 6  | 2022年7月27日 | 第十話 - 第十一話 | ANZX-16031/2  | 限定版   | ANZB-16031/2  | 限定版   |

| 巻 | 発売日         | 収録話            | 規格品番      | 規格品番 | 規格品番      | 規格品番 |
| 巻 | 発売日         | 収録話            | BD            | BD       | DVD           | DVD      |
| -- | -------------- | ----------------- | ------------- | -------- | ------------- | -------- |
| 1  | 2023年6月21日  | 第一話            | ANZX-16601〜3 | 限定版   | ANZB-16601〜3 | 限定版   |
| 2  | 2023年7月26日  | 第二話 - 第三話   | ANZX-16604/5  | 限定版   | ANZB-16604/5  | 限定版   |
| 3  | 2023年8月30日  | 第四話 - 第五話   | ANZX-16606/7  | 限定版   | ANZB-16606/7  | 限定版   |
| 4  | 2023年9月27日  | 第六話 - 第七話   | ANZX-16608/9  | 限定版   | ANZB-16608/9  | 限定版   |
| 5  | 2023年10月25日 | 第八話 - 第九話   | ANZX-16610/1  | 限定版   | ANZB-16610/1  | 限定版   |
| 6  | 2023年11月22日 | 第十話 - 第十一話 | ANZX-16612/3  | 限定版   | ANZB-16612/3  | 限定版   |

| 巻 | 発売日        | 収録話          | 規格品番     | 規格品番 | 規格品番     | 規格品番 |
| 巻 | 発売日        | 収録話          | BD           | BD       | DVD          | DVD      |
| -- | ------------- | --------------- | ------------ | -------- | ------------ | -------- |
| 1  | 2024年7月3日  | 第一話          | ANZX-17701/2 | 限定版   | ANZB-17701/2 | 限定版   |
| 2  | 2024年8月7日  | 第二話 - 第三話 | ANZX-17703/4 | 限定版   | ANZB-17703/4 | 限定版   |
| 3  | 2024年9月4日  | 第四話 - 第六話 | ANZX-17705/6 | 限定版   | ANZB-17705/6 | 限定版   |
| 4  | 2024年10月2日 | 第七話 - 第八話 | ANZX-17707/8 | 限定版   | ANZB-17707/8 | 限定版   |

## 受賞歴
『鬼滅の刃 無限列車編』に関連する受賞歴に関しては「劇場版 鬼滅の刃 無限列車編#受賞・ノミネート」を参照
- Yahoo!検索大賞2019
  - カルチャーカテゴリー：アニメ部門賞『鬼滅の刃』[111]
- 東京アニメアワード2020[112]
  - 作品賞：テレビ部門『鬼滅の刃』
  - 個人賞：監督・演出部門『外崎春雄』
  - 個人賞：原作・脚本部門『吾峠呼世晴』
  - 個人賞：アニメーター部門『松島晃』
- クランチロール・アニメアワード2020 [113]
  - Anime of the Year（最優秀作品賞）：『鬼滅の刃』by ufotable
  - Best Boy（最優秀男性キャラクター賞）：竈門炭治郎『鬼滅の刃』
  - Best Fight Scene（最優秀ファイトシーン賞）：炭治郎&禰󠄀豆子 vs 累『鬼滅の刃』
- 第14回声優アワード シナジー賞：『鬼滅の刃』
- Yahoo!検索大賞2020
  - カルチャーカテゴリー：アニメ部門賞『鬼滅の刃』
- 第62回日本レコード大賞 特別賞：『鬼滅の刃』
- 第15回声優アワード 特別栄誉賞：『鬼滅の刃』
- Crunchyrollアニメアワード2023[218]
  - 最優秀アニメーション賞：鬼滅の刃 遊郭編 by ufotable
  - 最優秀アクション作品賞：鬼滅の刃 遊郭編 by ufotable
  - 最優秀ファンタジー作品賞：鬼滅の刃 遊郭編
  - 最優秀監督賞：外崎春雄
  - 最優秀キャラクターデザイン賞：松島晃
- Crunchyrollアニメアワード2024[219]
  - 最優秀アニメーション賞：鬼滅の刃 刀鍛冶の里編 by ufotable
  - 最優秀美術賞：鬼滅の刃 刀鍛冶の里編 by ufotable
  - 最優秀ファンタジー作品賞：鬼滅の刃 刀鍛冶の里編 by ufotable

- Crunchyrollアニメアワード2025[220]
  - 最優秀継続シリーズ賞：鬼滅の刃 柱稽古編 by ufotable
  - 最優秀アニメーション賞：鬼滅の刃 柱稽古編 by ufotable

## 劇場アニメ

### 「鬼滅の刃」兄妹の絆
2019年3月29日公開。テレビアニメ第1期『竈門炭治郎 立志編』の第1話から第5話までで構成された特別編集版となる。5.1chの劇場音響で上映され、ワールドプレミアとして3月19日より新宿バルト9にて舞台挨拶付き世界最速上映会が開催された。

### 劇場版「鬼滅の刃」無限列車編
『劇場版「鬼滅の刃」無限列車編』（げきじょうばん きめつのやいば むげんれっしゃへん）のタイトルで2020年10月16日に公開された。制作はテレビアニメに引き続きufotableが担当。
テレビアニメ第1期『竈門炭治郎 立志編』の続編として、原作コミックスの第7巻および第8巻に収録されている無限列車での戦いが描かれている。
日本国内で400億円を超える興行収入を記録し、2021年時点で日本歴代興行収入第1位、海外でも上映され、2020年の年間興行収入世界第1位という記録を獲得した。

### 「鬼滅の刃」上弦集結、そして刀鍛冶の里へ
『「鬼滅の刃」上弦集結、そして刀鍛冶の里へ』（きめつのやいば じょうげんしゅうけつ、そしてかたなかじのさとへ）は、導入部として「竈門炭治郎 立志編」「無限列車編」「遊郭編」のダイジェストと「遊郭編」の第10話・第11話のブローアップ上映に加え、「刀鍛冶の里編」第1話を特別劇場上映する作品。2023年2月3日公開。PG12指定。

#### 興行成績
日本国内では41.6億円、海外では5611万ドル（当時の約80億円）の興行収入を記録し、世界合算は100億円を突破した。
|                                        | 動員数 （万人） | 動員数 （万人） | 動員数 （万人） | 興行収入 （億円） | 興行収入 （億円） | 備考            |
| 週末                                   | 週末            | 累計            | 週末            | 累計              |                   | 備考            |
| -------------------------------------- | --------------- | --------------- | --------------- | ----------------- | ----------------- | --------------- |
| 1週目の週末 （2023年2月3日・4日・5日） | 1位             | 81.3            | 81.3            | 11.6              | 11.6              | [ 226 ] [ 227 ] |
| 2週目の週末 （2月10日・11日・12日）    | 1位             | 40.2            | 147.6           | 5.7               | 20.9              | [ 228 ] [ 229 ] |
| 3週目の週末 （2月17日・18日・19日）    | 2位             | 24.6            | 187.4           | 3.4               | 26.4              | [ 230 ] [ 231 ] |
| 4週目の週末 （2月24日・25日・26日）    | 2位             | 21.1            | 226.6           | 3.1               | 31.9              | [ 232 ] [ 233 ] |
| 5週目の週末 （3月3日・4日・5日）       | 4位             |                 | 247.9           | 1.8               | 35.0              | [ 234 ] [ 235 ] |
| 6週目の週末 （3月10日・11日・12日）    | 4位             |                 | 261.3           | 1.1               | 37.0              | [ 236 ]         |
| 7週目の週末 （3月17日・18日・19日）    | 8位             |                 | 270.6           | 0.7               | 38.3              | [ 237 ]         |
| 8週目の週末 （3月24日・25日・26日）    | 8位             |                 | 280.3           | 0.7               | 39.6              | [ 238 ]         |
| 9週目の週末 （3月31日・4月1日・2日）   | 圏外            |                 | 288.4           |                   | 40.7              | [ 239 ]         |

#### 入場者プレゼント
上弦集結本
入場者プレゼント第1弾。全国合計200万人に配布された。鬼に焦点をあて制作された全20ページの本となり、収録内容は竈門炭治郎役・花江夏樹が”鬼”のキャスト達を語るスペシャルインタビュー、「上弦の鬼」「鬼舞辻無惨」の総作画監督・作画監督修正集、「上弦の鬼」キャストコメントとなっている。
フィルムコマ
入場者プレゼント第2弾。2023年2月25日から、全国合計150万人に配布。音柱の宇髄天元の指示のもと、遊郭で奮闘する炭治郎、善逸、伊之助や、上弦の陸・堕姫と妓夫太郎との火花散るダイナミックな戦いなど名場面を厳選。そのまま飾れる台紙も付属でついており、全100種類から1つをランダムで配布。

### 「鬼滅の刃」絆の奇跡、そして柱稽古へ
『「鬼滅の刃」絆の奇跡、そして柱稽古へ』（きめつのやいば きずなのきせき、そしてはしらげいこへ）は、導入部として「刀鍛冶の里編」の第11話のブローアップ上映に加え、「柱稽古編」第1話を特別劇場上映する作品。2024年2月2日公開。PG12指定。
スペシャルエンディングとして、椎名豪がリミックスを担当した楽曲「勝利の鳴動 ～絆ノ奇跡 & 竈門禰󠄀豆子のうたREMIX～」が使用されている。

#### 興行成績
日本国内では23.1億円、海外では4435万ドル（当時の約70億円）の興行収入を記録し、世界合算は90億円を突破した。
|                                        | 動員数 （万人） | 動員数 （万人） | 動員数 （万人） | 興行収入 （億円） | 興行収入 （億円） | 備考            |
| 週末                                   | 週末            | 累計            | 週末            | 累計              |                   | 備考            |
| -------------------------------------- | --------------- | --------------- | --------------- | ----------------- | ----------------- | --------------- |
| 1週目の週末 （2024年2月2日・3日・4日） | 1位             | 44.3            | 44.3            | 6.4               | 6.4               | [ 244 ] [ 245 ] |
| 2週目の週末 （2月9日・10日・11日）     | 2位             | 20.4            | 87.4            | 2.9               | 12.5              | [ 246 ] [ 247 ] |
| 3週目の週末 （2月16日・17日・18日）    | 3位             | 10.0            | 103.0           | 1.4               | 14.0              | [ 248 ] [ 249 ] |
| 4週目の週末 （2月23日・24日・25日）    | 3位             | 15.5            | 124.0           | 2.9               | 17.7              | [ 250 ] [ 251 ] |
| 5週目の週末 （3月1日・2日・3日）       | 7位             |                 |                 |                   |                   | [ 252 ]         |
| 6週目の週末 （3月8日・9日・10日）      | 圏外            |                 |                 |                   |                   | [ 253 ]         |

#### 入場者特典映像
本編のスタッフロール終了後に入場者特典映像として以下の映像が限定公開された。
|        | タイトル                                                    | 絵コンテ | 演出     | 作画監督                                             | 美術監督        | 公開期間                 |
| ------ | ----------------------------------------------------------- | -------- | -------- | ---------------------------------------------------- | --------------- | ------------------------ |
| 第一弾 | ufotableメイキングアニメーション 「甘露寺蜜璃＆時透無一郎」 | -        | -        | -                                                    | -               | 2024年 2月23日 - 3月15日 |
| 第二弾 | 新作短編アニメーション 「みつりちゃんの隊服」               | 外崎春雄 | 下村晋也 | 松島晃 菊池美花 小林友衣                             | 矢中勝 樺澤侑里 | 3月16日 - 4月5日         |
| 第三弾 | 「柱稽古編」特別編集映像 『お館様からの手紙』               | 清水勇司 | 清水勇司 | 緒方美枝子 西尾聡美 石橋有希子 首藤志保里 竹内由香里 | 矢中勝          | 4月6日 - 4月26日         |

#### 入場者プレゼント
柱稽古指南書
入場者プレゼント第1弾。柱に焦点をあて制作された全20ページの本となり、収録内容は竈門炭治郎役・花江夏樹が”柱”のキャスト達を語るスペシャルインタビュー、「柱」の総作画監督・作画監督修正集、「柱」キャストコメントとなっている。
キービジュアルクリアスタンド 第一弾
入場者プレゼント第2弾。2024年2月23日から配布。キービジュアルのイラストを使用したクリアスタンドで、冨岡義勇・胡蝶しのぶ・伊黒小芭内・不死川実弥・悲鳴嶼行冥のイラストとなっている。一緒に飾る事で立体的になる専用台紙が付属。
キービジュアルクリアスタンド 第二弾
入場者プレゼント第3弾。2024年3月16日から配布。キービジュアルのイラストを使用したクリアスタンドで、我妻善逸、嘴平伊之助、不死川玄弥、宇髄天元、時透無一郎、甘露寺蜜璃のイラストとなっている。一緒に飾る事で立体的になる専用台紙が付属。
キービジュアルクリアスタンド 第三弾
入場者プレゼント第4弾。2024年4月6日から配布。キービジュアルのイラストを使用したクリアスタンドで、竈門炭治郎、竈門禰豆子、半天狗のイラストとなっている。一緒に飾る事で立体的になる専用台紙が付属。
柱稽古編 第一弾キービジュアル A5クリアファイル
入場者プレゼント第5弾。2024年4月27日から配布。柱稽古編 第一弾キービジュアルのイラストを使用したA5サイズのクリアファイル。

### 鬼滅シアター -「鬼滅の刃」特別編集版 劇場上映-
『鬼滅シアター -「鬼滅の刃」特別編集版 劇場上映-』（きめつしあたー きめつのやいば とくべつへんしゅうばん げきじょうじょうえい）は、アニメの特別編集版の限定上映と、『劇場版「鬼滅の刃」無限列車編』のリバイバル上映企画。2025年4月4日から開催。
| 上映日                  | 内容                         | 映倫指定 |
| ----------------------- | ---------------------------- | -------- |
| 2025年4月4日 - 4月10日  | 兄弟の絆                     | G        |
| 2025年4月11日 - 4月17日 | 浅草編                       | PG12     |
| 2025年4月18日 - 4月24日 | 鼓屋敷編                     | PG12     |
| 2025年4月25日 - 5月1日  | 那田蜘蛛山編                 | PG12     |
| 2025年5月2日 - 5月8日   | 柱合会議・蝶屋敷編           | PG12     |
| 2025年5月9日 - 6月12日  | 劇場版「鬼滅の刃」無限列車編 | PG12     |
| 2025年5月23日 - 5月29日 | 遊郭潜入編                   | G        |
| 2025年5月30日 - 6月5日  | 遊郭決戦編                   | PG12     |
| 2025年6月6日 - 6月12日  | 刀鍛冶の里 敵襲編            | PG12     |
| 2025年6月13日 - 6月19日 | 刀鍛冶の里 繋いだ絆編        | PG12     |
| 2025年6月20日 - 6月26日 | 柱稽古 開幕編                | PG12     |
| 2025年6月27日 - 7月3日  | 柱稽古 柱結集編              | PG12     |

#### 興行成績
日本国内の週末動員数で『鼓屋敷編』と『那田蜘蛛山編』で10位、『無限列車編』のリバイバル上映1週目で6位にランクインした。

#### 入場者プレゼント
キービジュアルクリアスタンド
『劇場版「鬼滅の刃」無限列車編』以外のタイトルの上演期間中に配布。「竈門炭治郎 立志編」から「柱稽古編」までのキービジュアルのイラストを使用したクリアスタンドで、公開タイトルに応じた異なるデザインが配布される。一緒に飾る事で立体的になる専用背景台紙が付属。後に『劇場版「鬼滅の刃」無限列車編』リバイバル上映の入場者プレゼント第3弾として2025年5月31日から配布されている。
煉󠄁獄杏寿郎バースデーカード
『劇場版「鬼滅の刃」無限列車編』リバイバル上映の入場者プレゼント第1弾。2025年5月9日から配布。煉獄杏寿郎の誕生日である5月10日を迎えることを記念したカード。イラストは「メンズノンノ7月号増刊(特別版)」表紙イラストを特別彩色したもの。
煉獄零巻 -リバイバル-
『劇場版「鬼滅の刃」無限列車編』リバイバル上映の入場者プレゼント第2弾。2025年5月17日から配布。2020年上映当時に配布された「煉獄零巻」のカバー違いの特別冊子。

### 劇場版「鬼滅の刃」無限城編
『劇場版「鬼滅の刃」無限城編』（げきじょうばん きめつのやいば むげんじょうへん）のタイトルで全三部作として制作。「第一章 猗窩座再来」は2025年7月18日に公開された。

## 中高一貫!! キメツ学園物語
原作公式スピンオフ漫画『キメツ学園!』の原案である『中高一貫!! キメツ学園物語』が、立志編第14話・第17話の次回予告枠を使って映像化された。遊郭編第3話の次回予告枠ではクリスマス編が映像化され、刀鍛冶の里編第4話の次回予告枠でも甘露寺蜜璃の紹介が映像化された。
鬼滅の宴 特別編
立志編で放送された映像をもとに新規エピソードなどを追加したアニメ全3話が、2019年10月20日開催の『「鬼滅の刃」スペシャルイベント〜鬼滅の宴〜』で上映された。
バレンタイン編
2021年2月14日、AbemaTVにて開催・配信の『鬼滅祭オンライン -アニメ弐周年記念祭-』内で、全4話が公開された。同年3月15日には『鬼滅の宴 特別編』とともに各種配信サイトでも配信される。

## 関連番組『鬼滅ラヂヲ』
以下の番組のMCはいずれも炭治郎役の花江夏樹と善逸役の下野紘が担当している。

### Webラジオ版
2019年2月、当該作品の公式Web配信ラジオ番組である『TVアニメ「鬼滅の刃」公式WEBラジオ 鬼滅ラヂヲ』が初回配信され、同年3月末から2020年12月まで毎週水曜に配信された。

### ニッポン放送版

#### 番組概要
フジテレビと同じくフジ・メディア・ホールディングス傘下のラジオ局であるニッポン放送は、2021年6月17日に『無限列車編』のBlu-ray/DVDの発売を記念し『オールナイトニッポンGOLD』の特番扱いで番組を編成。
その後、同年9月8日の同局社長定例記者会見にて、Webラジオとして配信を行なってきた『鬼滅ラヂヲ』を2021年下半期番組編成にて土曜の午後の放送枠で編成する事を発表した。番組パーソナリティは、『オールナイトニッポンGOLD』含め、パーソナリティを務めた花江と下野が担当する。
当該番組は、radikoタイムフリー聴取期間終了後、Webラジオ版を配信していたアニプレックスのYouTubeチャンネルと音泉のプラットフォームにてディレクターズカット版を配信する。
新作・刀鍛冶の里編の放映に合わせて、2023年4月2日より、ニッポン放送ショウアップナイターで、もとから日曜ナイターの放送予定がされていない日の日曜19時から19時30分に第二期の生放送を開始し、同年6月25日に終了した。
新作・柱稽古編の放映に合わせて、2024年5月12日より第三期の生放送を開始。基本的に土曜日の19時から19時30分に放送するが、土曜日にニッポン放送ショウアップナイターが放送される週は日曜19時から19時30分の枠（SPECIAL BOX枠）で放送し、同年7月7日に終了した。
放送日時の例外
- 2023年4月16日:スペシャルウィークプレ編成として、19時台に鶴光の噂のゴールデンリクエストを生放送するため、20時から20時30分に1時間遅らせて生放送。
- 2023年4月23日:スペシャルウィーク特別編成として、ニッポン放送ショウアップナイター・ヤクルト対巨人の生中継のため放送休止（雨天中止の場合でも放送なし）。
- 2023年6月11日:スペシャルウィークのプレ編成として、藤谷理子の"ラジオ、流れてよ!"映画「リバー、流れないでよ」スペシャル（19時~20時）生放送のため、20時から20時30分に1時間遅らせて生放送。
- 2023年6月18日:スペシャルウィーク編成として18:00-21:30に明石家さんま オールニッポン お願い!リクエスト～やってきました！日常日・「仰天！日常ロードショー」が生放送されるのと、前回のスペシャルウィークとは異なりプロ野球が全試合デーゲームであることから、21時30分から22時に2時間半遅らせて生放送。
- 2024年6月15,16日:15日にニッポン放送ショウアップナイター・日本ハム対巨人を生中継し、翌16日もスペシャルウィーク編成として18:00-21:30に明石家さんま オールニッポン お願い!リクエストを生放送するため、この週は土日のどちらも編成せず。
- 2024年7月6,7日:両日ともニッポン放送ショウアップナイター・ヤクルト対巨人を生中継するため、7日の17時30分から18時に放送。

#### コーナー
- ふつおた
- 鬼殺隊入隊選別

鬼殺の剣士に志望のリスナーから、鬼殺隊に入隊したらどんな活躍が可能か、特技を募る。
- 鬼滅川柳読本

過去、大正から昭和初期において川柳が流行った過去を鑑みて、令和時代でのブームを期待しつつ、放送月毎に「鬼滅の刃」に纏わる用語、略して「鬼語（きご）」を入れた川柳を募る。
- 今週の修業

リスナーが困っている弱点を募り、パーソナリティ両名が克服するために育手となり鍛錬法を考案する。
| ニッポン放送 土曜 15:00 - 15:30                                                                    | ニッポン放送 土曜 15:00 - 15:30              | ニッポン放送 土曜 15:00 - 15:30                                                          |
| 前番組                                                                                             | 番組名                                       | 次番組                                                                                   |
| -------------------------------------------------------------------------------------------------- | -------------------------------------------- | ---------------------------------------------------------------------------------------- |
| サタデーミュージックバトル 天野ひろゆき ルート930 ※13:00 - 16:00 （2019年11月2日 - 2021年9月18日） | 鬼滅ラヂヲ （2021年10月9日 - 2022年2月26日） | ゲッターズ飯田 ラジオで占いまSHOW ※15:00-16:20(3月のみの暫定処置) ↓ さまぁ～ずのさまラジ |

### 鬼滅テレビ
2019年4月からABEMAのアニメチャンネルにて、配信番宣番組である『鬼滅テレビ』が不定期で配信されている。

## 書誌情報

### アニメノベライズ
- 吾峠呼世晴（原作）、矢島綾（小説）、ufotable（脚本） 『劇場版 鬼滅の刃 無限列車編 ノベライズ』（JUMP j BOOKS） 2020年10月16日発売[集 1]、ISBN 978-4-08-703503-2
- 吾峠呼世晴（原作）、松田朱夏（小説）、ufotable（脚本） 『劇場版 鬼滅の刃 無限列車編 ノベライズ みらい文庫版』（集英社みらい文庫） 2020年10月16日発売[集 2]、ISBN 978-4-08-321603-9

### 公式キャラクターズブック
- 吾峠呼世晴（原作）、ホーム社〈ジャンプ コミックス セレクション〉
  - 『TVアニメ『鬼滅の刃』公式キャラクターズブック 壱ノ巻』 2020年9月4日発売[集 3]、ISBN 978-4-8342-1721-6 - 竈門炭治郎、竈門禰󠄀豆子を特集
  - 『TVアニメ『鬼滅の刃』公式キャラクターズブック 弐ノ巻』 2020年11月4日発売[集 4]、ISBN 978-4-8342-1722-3 - 我妻善逸、嘴平伊之助を特集
  - 『TVアニメ『鬼滅の刃』公式キャラクターズブック 参ノ巻』 2021年1月4日発売[集 5]、ISBN 978-4-8342-1723-0 - 冨岡義勇、胡蝶しのぶを特集
  - 『TVアニメ『鬼滅の刃』公式キャラクターズブック 肆ノ巻』 2023年7月4日発売[集 6]、ISBN 978-4-8342-1724-7 - 無限列車編を特集
  - 『TVアニメ『鬼滅の刃』公式キャラクターズブック 伍ノ巻』 2023年9月4日発売[集 7]、ISBN 978-4-8342-1725-4 - 遊郭編を特集

### イラスト記録集
- 吾峠呼世晴（原作）ufotable（イラスト・著）、集英社〈愛蔵版コミックス〉
  - 『アニメ「鬼滅の刃」イラスト記録集 壱』 2022年2月4日発売[集 8]、ISBN 978-4-08-792593-7
  - 『アニメ「鬼滅の刃」イラスト記録集 弐』 2023年6月2日発売[集 9]、ISBN 978-4-08-792603-3
  - 『アニメ「鬼滅の刃」イラスト記録集 参』 2024年12月4日発売[集 10]、ISBN 978-4-08-792623-1

## トラブル
2019年10月30日発売のBlu-ray&DVD第4巻（完全生産限定版）同梱CD（劇伴音楽集2）の収録音源（Track51）に「アザーン」が含まれていたため、発売元のアニプレックスは、11月22日に『鬼滅の刃』公式サイト上でイスラム教徒に対して「ご不快の念を抱かせてしまいましたことを深くお詫び申し上げます」と謝罪、該当商品（BD&DVD第4巻）の出荷停止および店頭からの回収を宣言した。本音源を制作した椎名豪も同日にTwitter上で謝罪している。なお、当該音源は第4巻特典CDの収録音源（Track51）のみに収録されたものでアニメ本編には使用されていない。